# Gien
Pour les articles homonymes, voir Gien (homonymie).
Gien est une commune française située dans le département du Loiret, en région Centre-Val de Loire. 
La ville, située sur la rive droite de la Loire, joue un rôle important tant par son patrimoine historique que par son industrie. Gien est mondialement connue pour sa faïencerie, fondée en 1821, qui a forgé sa réputation et continue d’attirer des visiteurs et des collectionneurs du monde entier. Surplombant la ville, le Château de Gien, construit au XVe siècle, est un monument emblématique qui abrite aujourd'hui le Musée international de la Chasse, témoignant du riche passé historique de la région.
La commune est un carrefour entre plusieurs régions françaises, bénéficiant de sa proximité avec la capitale, Paris, ce qui en fait un point de passage stratégique pour les échanges commerciaux et touristiques. Gien est également le siège de la communauté de communes Giennoises, qui regroupe plusieurs communes environnantes et joue un rôle central dans le développement local. Outre son héritage culturel, la ville est entourée de paysages naturels typiques du Val de Loire, inscrits au patrimoine mondial de l'UNESCO, ce qui en fait une destination prisée pour les amateurs de nature et d’histoire.

## Géographie

### Localisation
La commune de Gien se trouve dans le quadrant sud-est du département du Loiret, dans la région agricole de la Puisaye. À vol d'oiseau, elle se situe à 58,9 km  d'Orléans, préfecture du département, à 42 km au nord-ouest de Cosne-Cours-sur-Loire et 76 km au nord-est de Bourges, et à 35,2 km de Montargis, sous-préfecture.
Les communes les plus proches sont : Poilly-lez-Gien (2,8 km), Saint-Martin-sur-Ocre (4,1 km), Nevoy (4,2 km), Saint-Brisson-sur-Loire (6,2 km), Saint-Gondon (6,7 km), Briare (9,8 km), Saint-Firmin-sur-Loire (10,5 km), Autry-le-Châtel (10,6 km), La Bussière (10,8 km) et Lion-en-Sullias (11,2 km).
La commune associée d'Arrabloy se situe à l'est du centre-ville de Gien.

### Géologie et relief

#### Géologie
La commune se situe dans le sud du Bassin parisien, le plus grand des trois bassins sédimentaires français. Cette vaste dépression, occupée dans le passé par des mers peu profondes et des lacs, a été comblée, au fur et à mesure que son socle s’affaissait, par des sables et des argiles, issus de l’érosion des reliefs alentour, ainsi que des calcaires d’origine biologique, formant ainsi une succession de couches géologiques.
Les couches affleurantes sur le territoire communal sont constituées de formations superficielles du Quaternaire et de roches sédimentaires datant du Cénozoïque, l'ère géologique la plus récente sur l'échelle des temps géologiques, débutant il y a 66 millions d'années, et du Mésozoïque, anciennement appelé Ère secondaire, qui s'étend de −252,2 à −66,0 Ma. La formation la plus ancienne est de la craie blanche à silex remontant à la période Crétacé. La formation la plus récente est des dépôts anthropiques remontant à l’époque Holocène de la période Quaternaire. Le descriptif de ces couches est détaillé dans  les feuilles « n°400 - Châtillon-Coligny » et « n°432 - Gien » de la carte géologique au 1/50 000ème du département du Loiret, et leurs notices associées,.

Carte géologique de la commune.

|  | X :   | dépôts anthropiques                                                                               |
|  | Fz :  | alluvions récentes des lits mineurs, Holocène                                                     |
|  | FC :  | alluvions et colluvions du fond des vallées secondaires, Holocène                                 |
|  | Fy :  | alluvions récentes des levées et montilles de la Loire et des basses terrasses du Loing, Holocène |
|  | Fvb : | alluvions de haute terrasse, Pléistocène (Mindel), terrasse +20 m                                 |

|  | Fu :  | alluvions de très haute terrasse de la Loire ('-pré-Loing'-), Pléistocène (Villafranchien), terrasse +40 m                     |
|  | FuL : | alluvions de très haute terrasse de la Loire, Pléistocène (Villafranchien), terrasse +40 m                                     |
|  | qCC : | alluvions Fu dites des '-Cailloutis culminants'- de Sologne, Pliocène supérieur à Pléistocène inférieur, terrasse à +50 à 60 m |
|  | qCS : | colluvions à silex de versant, Quaternaires                                                                                    |
|  | qOE : | Limons et Loess, Quaternaire                                                                                                   |

|  | m3-p1SASo : | sables et argiles de Sologne, Langhien supérieur à Pliocène inférieur |

|  | g1CEt : | calcaire d'Étampes, Stampien supérieur |

|  | e7-g1CBr : | calcaires de Gien et de Briare, Éocène supérieur à Oligocène |
|  | e4PN :     | poudingue de Nemours, Paléocène-Éocène inférieur             |

|  | e1-4S :  | formations détritiques (argiles, sables, conglomérats) et Argiles à silex, Paléocène-Éocène inférieur |
|  | e1-4Rc : | complexe argilo-sableux à silex = argiles à silex, Paléocène-Éocène inférieur                         |

|  | c3Cr : | craie blanche à silex, Coniacien |
|  | c2Cr : | craie blanche à silex, Turonien  |

#### Relief
La superficie cadastrale de la commune publiée par l’Insee, qui sert de références dans toutes les statistiques, est de 67,86 km2,. La superficie géographique, issue de la BD Topo, composante du Référentiel à grande échelle produit par l'IGN, est quant à elle de 67,67 km2. L'altitude du territoire varie entre 117 m et 190 m.

### Climat
Pour des articles plus généraux, voir Climat du Centre-Val de Loire et Climat du Loiret.
En 2010, le climat de la commune est de type climat océanique dégradé des plaines du Centre et du Nord, selon une étude du CNRS s'appuyant sur une série de données couvrant la période 1971-2000. En 2020, Météo-France publie une typologie des climats de la France métropolitaine dans laquelle la commune est exposée à un climat océanique altéré et est dans la région climatique Centre et contreforts nord du Massif Central, caractérisée par un air sec en été et un bon ensoleillement.
Pour la période 1971-2000, la température annuelle moyenne est de 10,7 °C, avec une amplitude thermique annuelle de 15 °C. Le cumul annuel moyen de précipitations est de 709 mm, avec 11,3 jours de précipitations en janvier et 7,4 jours en juillet. Pour la période 1991-2020, la température moyenne annuelle observée sur la station météorologique de Météo-France la plus proche, sur la commune de Nogent-sur-Vernisson à 19 km à vol d'oiseau, est de 11,7 °C et le cumul annuel moyen de précipitations est de 738,5 mm,. Pour l'avenir, les paramètres climatiques de la commune estimés pour 2050 selon différents scénarios d'émission de gaz à effet de serre sont consultables sur un site dédié publié par Météo-France en novembre 2022.

### Milieux naturels et biodiversité

#### Sites Natura 2000
Le réseau Natura 2000 est un réseau écologique européen de sites naturels d’intérêt écologique élaboré à partir des Directives «Habitats » et «Oiseaux ». Ce réseau est constitué de Zones Spéciales de Conservation (ZSC) et de Zones de Protection Spéciale (ZPS). Dans les zones de ce réseau, les États membres s'engagent à maintenir dans un état de conservation favorable les types d'habitats et d'espèces concernés, par le biais de mesures réglementaires, administratives ou contractuelles. L'objectif est de promouvoir une gestion adaptée des habitats tout en tenant compte des exigences économiques, sociales et culturelles, ainsi que des particularités régionales et locales de chaque État membre. les activités humaines ne sont pas interdites, dès lors que celles-ci ne remettent pas en cause significativement l’état de conservation favorable des habitats et des espèces concernés,. Les sites Natura 2000 présents sur le territoire communal de Gien sont au nombre de trois.
La « Vallée de la Loire de Tavers à Belleville-sur-Loire » (FR2400528) est un SIC  (Directive "Habitats") retenu le 13 avril 2007. D'une superficie de 7 120 ha, il concerne 51 communes. La délimitation de ce site Natura 2000 est très proche de celle correspondant à la Directive Oiseaux. L'intérêt majeur du site repose sur les milieux ligériens liés à la dynamique du fleuve, qui hébergent de nombreuses espèces citées en annexe II de la directive Habitats. Elle se situe dans la frange sud de la commune.
Les « Coteaux calcaires ligériens entre Ouzouer-sur-Loire et Briare » (FR2400530) sont un SIC (Directive "Habitats") retenu le 29 août 2014 (ZSC). D'une superficie totale de 9,98 ha, il est un des très rares coteaux calcaires du cours moyen de la Loire, situé au niveau du verrou géologique séparant le Berry de l'Orléanais. Sont présentes des pelouses calcaires remarquables, parmi les plus riches du Loiret par le nombre d'espèces d'orchidées. Il s'agit également d'une des rares stations connues de Corydalis solida du Loiret. La zone est enfin un gîte d'hibernation de chauves-souris (ancienne marnière).
La « Vallée de la Loire du Loiret » (FR2410017) est une ZPS (Directive "Oiseaux")  reconnue le 4 mai 2007. Le site s'étend sur 7 684 ha et concerne la vallée de la Loire dans le Loiret. Cette ZPS se poursuit en amont et en aval sur les départements voisins. L'intérêt majeur du site repose sur les milieux et les espèces ligériens liés à la dynamique du fleuve. Ces milieux hébergent de nombreuses espèces citées en annexe I de la directive Oiseaux. Le site est caractérisé par la présence de colonies nicheuses de sternes naine et pierregarin et de mouette mélanocéphale. Des sites de pêche du Balbuzard pêcheur sont également présents. Le site est également lieu de reproduction du bihoreau gris, de l'aigrette garzette, de la bondrée apivore, du milan noir, de l'œdicnème criard, du martin-pêcheur, du pic noir, de la pie-grièche écorcheur. Elle se situe dans la frange sud de la commune.

Sélection de représentants de l'avifaune de la zone Natura 2000 « Vallée de la Loire du Loiret ».
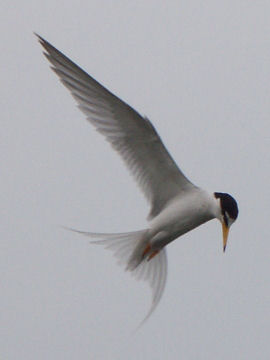
Sterne naine
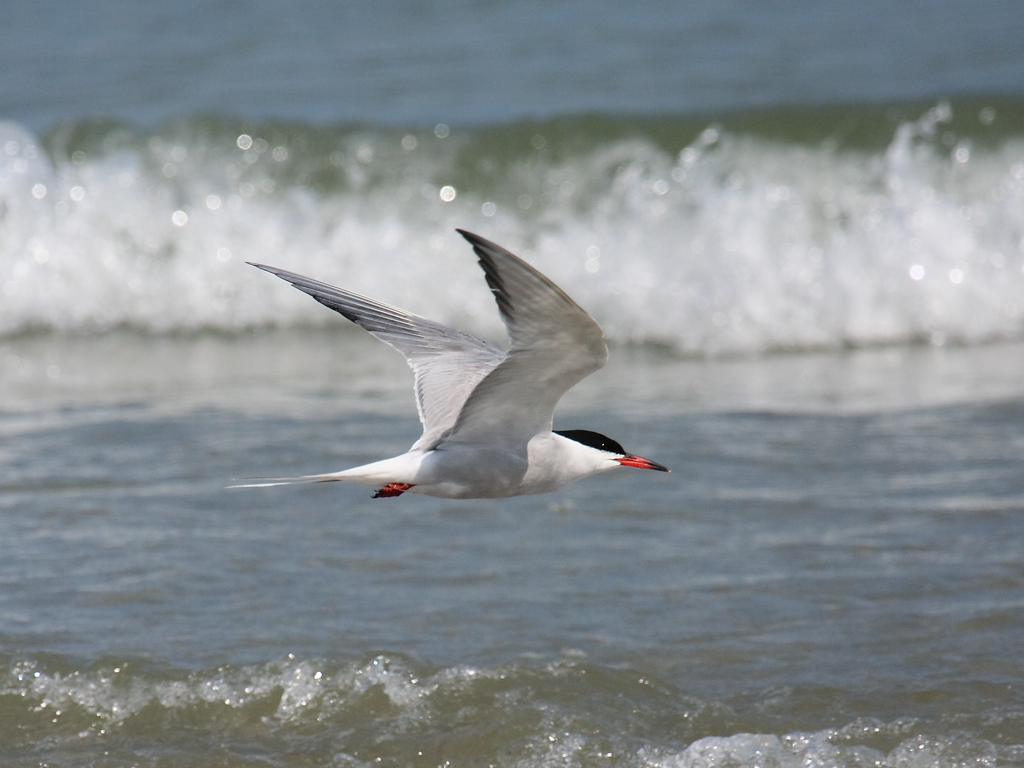
Sterne pierregarin
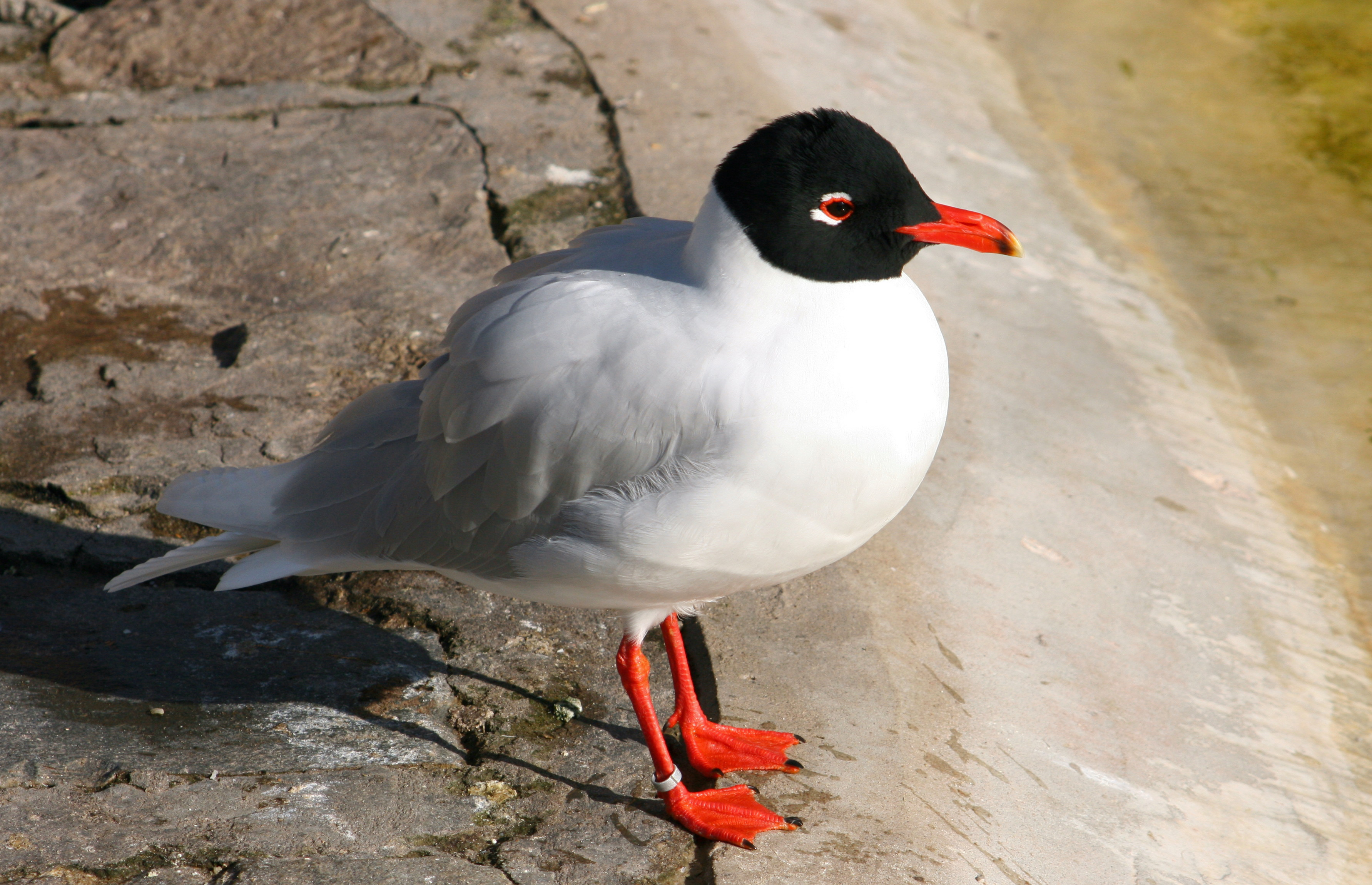
Mouette mélanocéphale
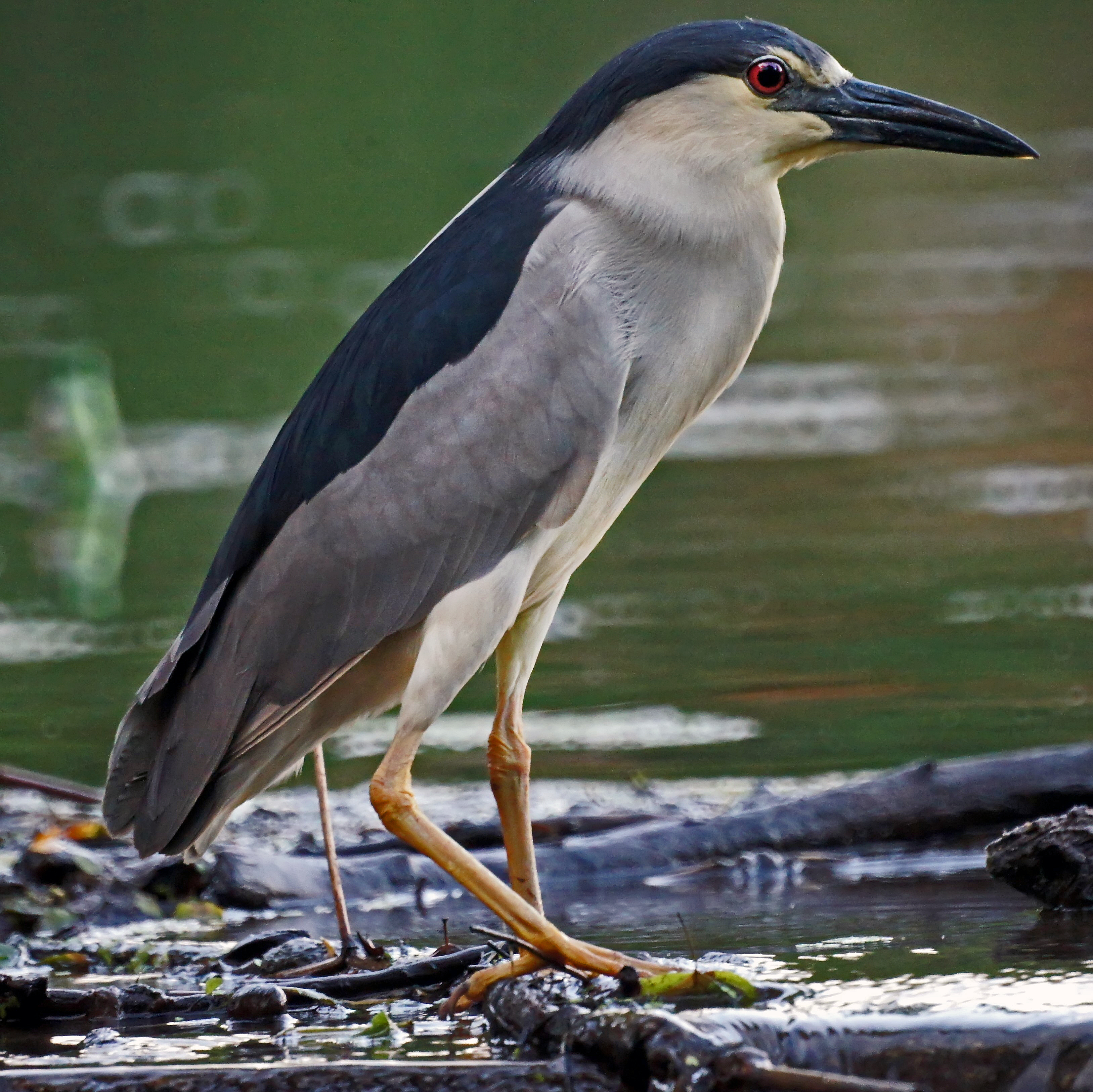
Bihoreau gris
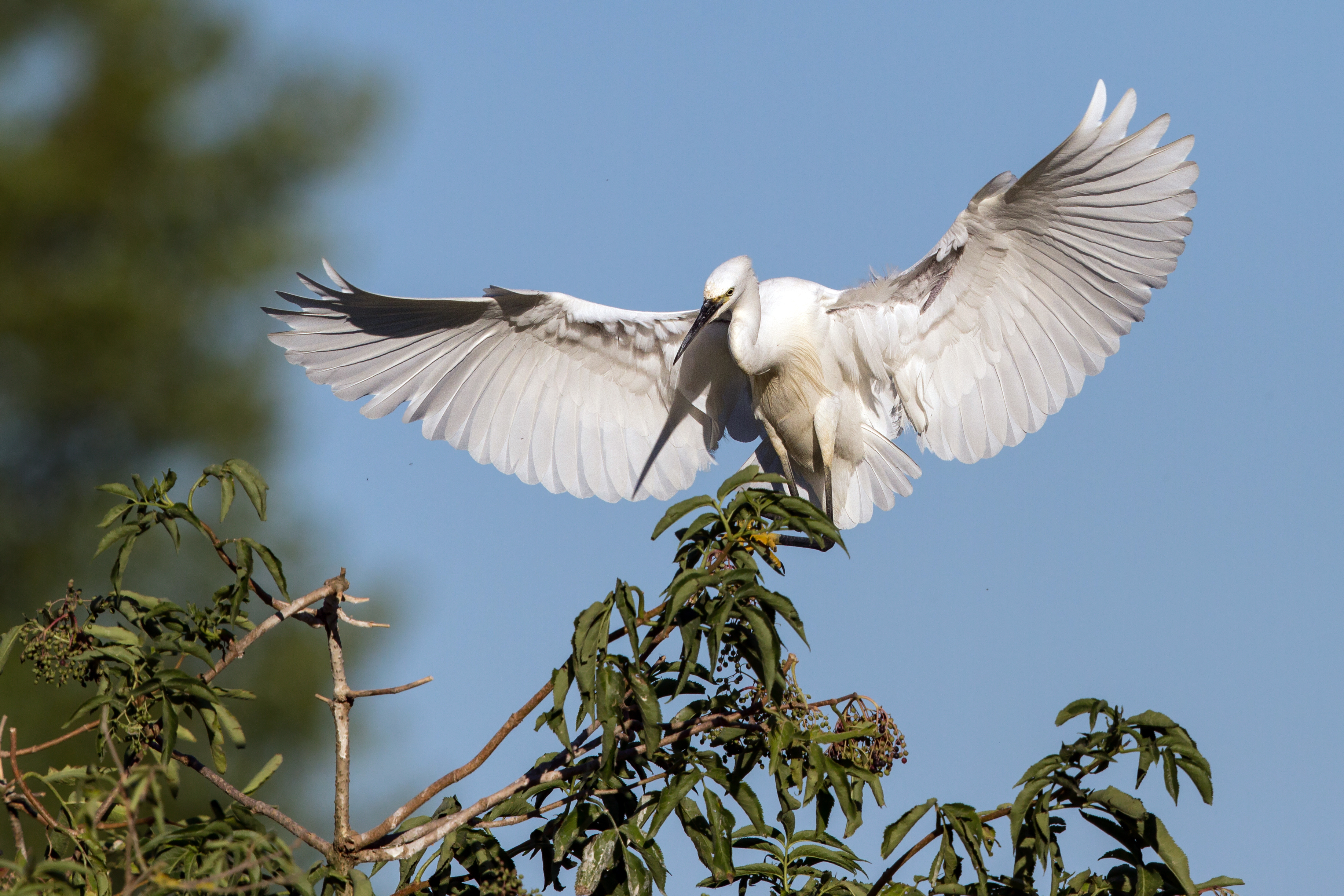
Aigrette garzette
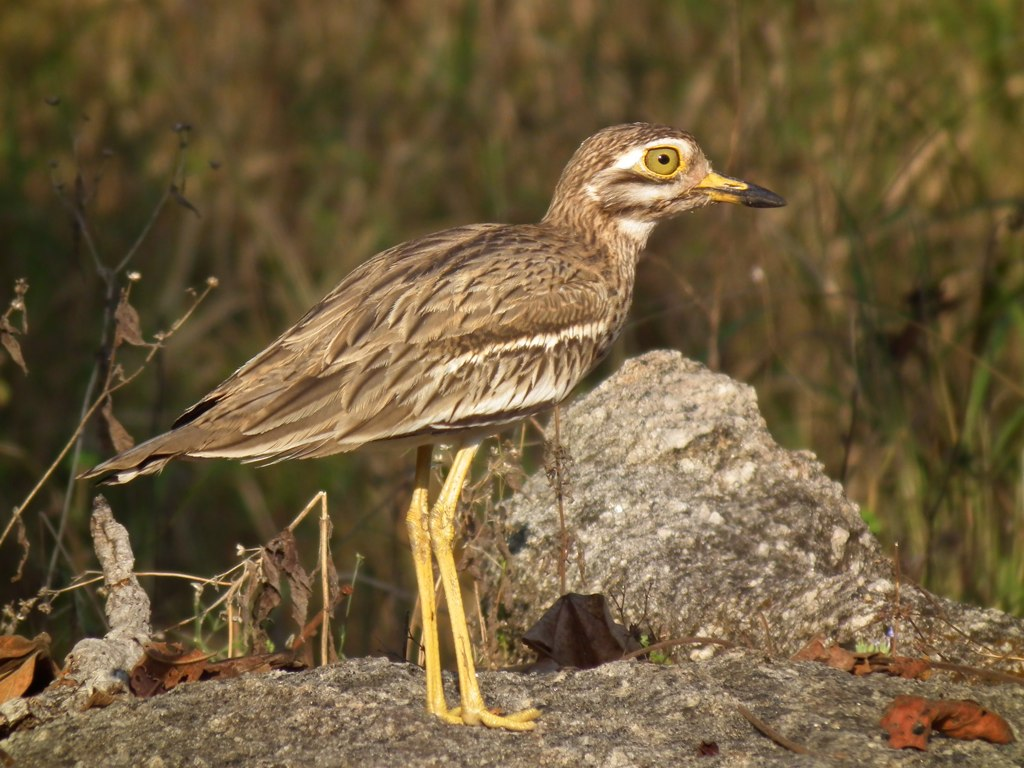
Œdicnème criard
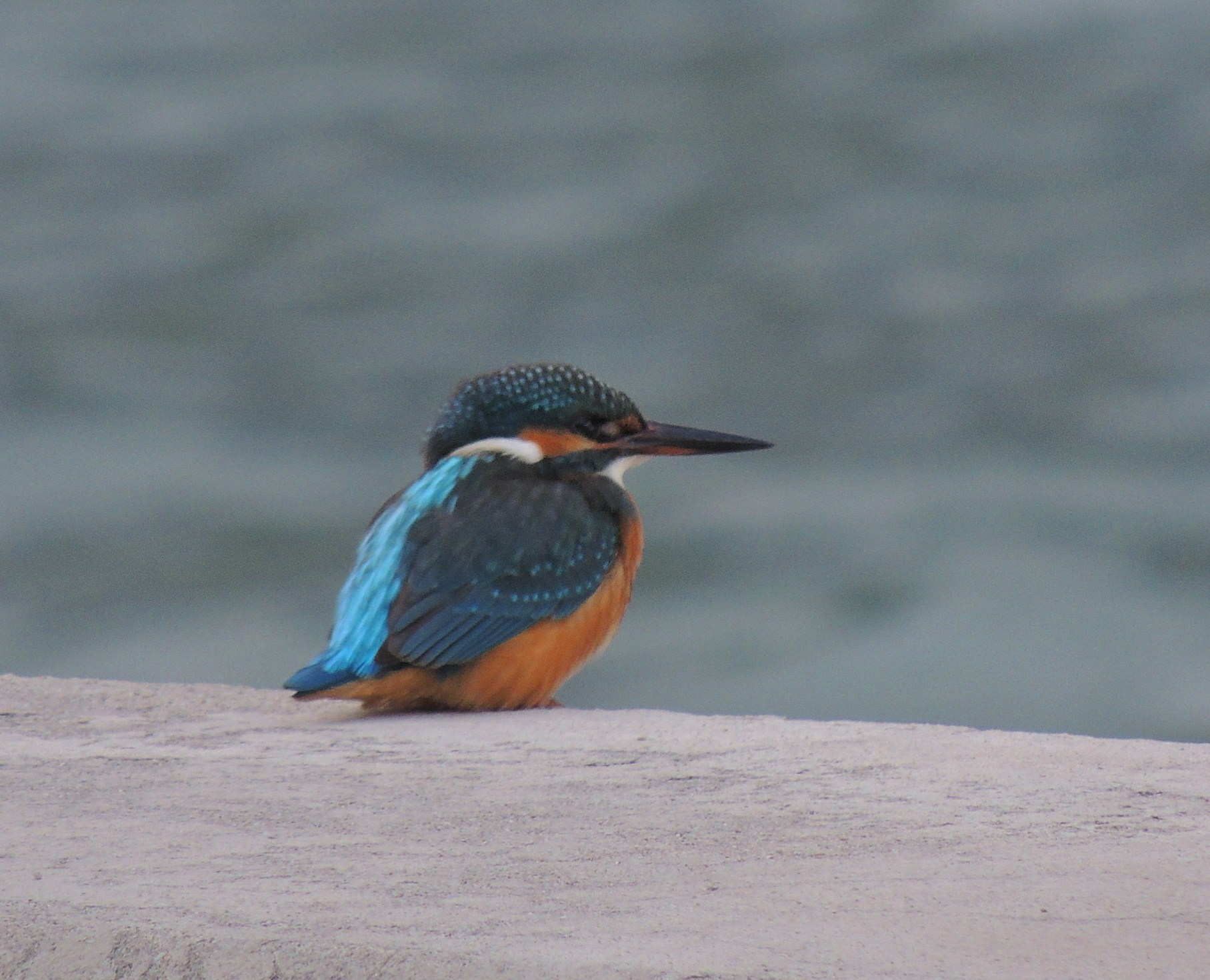
Martin-pêcheur d'Europe

#### Zones nationales d'intérêt écologique, faunistique et floristique

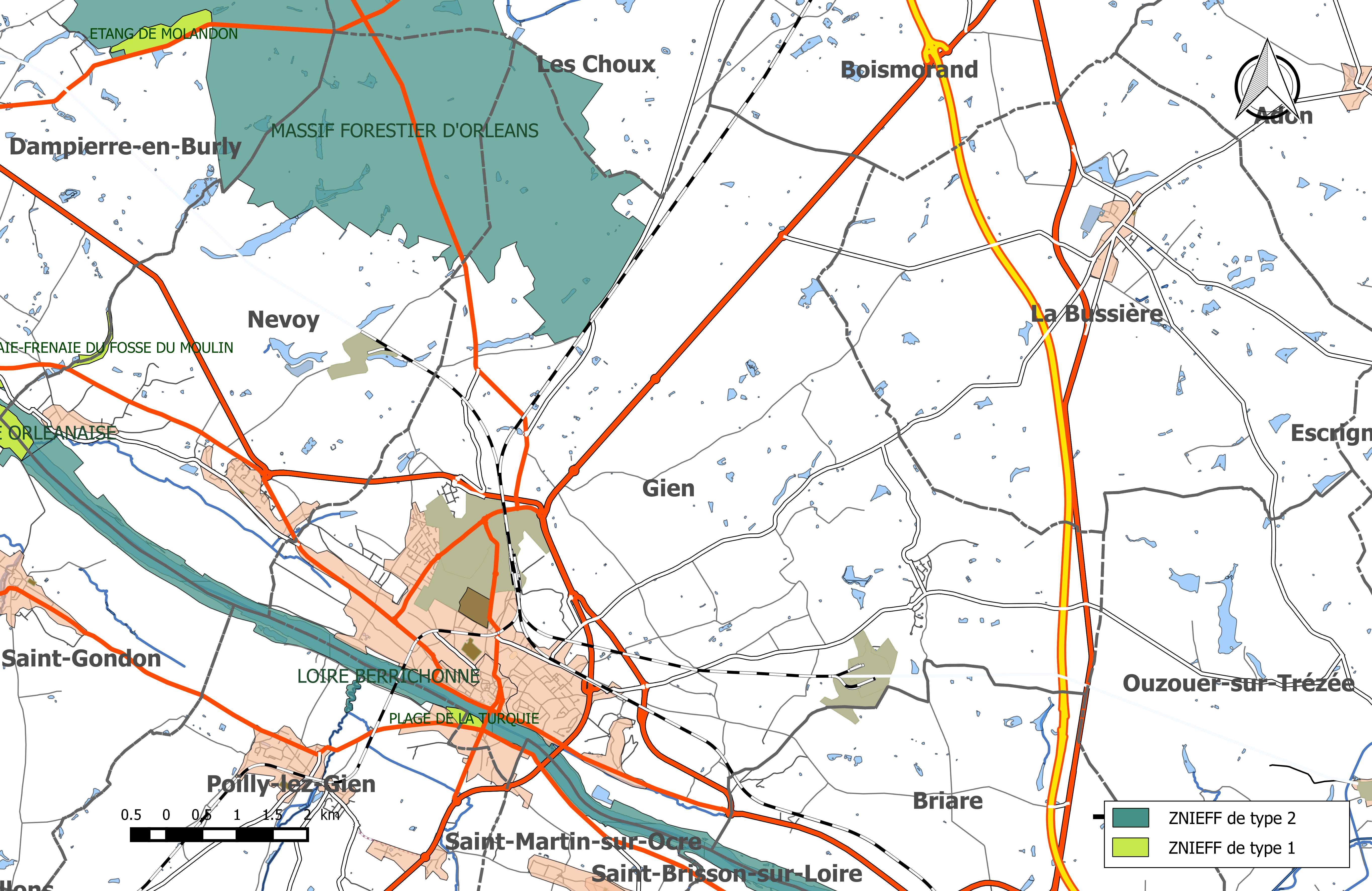
Carte des ZNIEFF de la commune et de ses abords.

L’inventaire des zones naturelles d'intérêt écologique, faunistique et floristique (ZNIEFF) a pour objectif de réaliser une couverture des zones les plus intéressantes sur le plan écologique, essentiellement dans la perspective d’améliorer la connaissance du patrimoine naturel national et de fournir aux différents décideurs un outil d’aide à la prise en compte de l’environnement dans l’aménagement du territoire. Le territoire communal de Gien comprend trois ZNIEFF.
La « Plage de la Turquie », une autre Znieff de type 1 de 9 hectares, s'étend sur deux communes : Gien et Poilly-lez-Gien. Son altitude est de 125 m. Il s'agit d'une vaste plage de graviers et sables, soumise régulièrement à submersion et donc peu végétalisée. Ce site abrite une population relativement importante de sternes naines nicheuses (24 couples en 2005), malgré sa situation en pleine ville et les risques de dérangement. Cette zone occupée depuis au moins 1997 fait l'objet d'une gestion conservatoire, en concertation avec la Ville de Gien depuis 2001.
La « Loire berrichonne », une Znieff de type 2 de 7 058 hectares de superficie, s'étend sur 31 communes dont 19 dans le Cher et 12 dans le Loiret. La Loire berrichonne (on pourrait dire nivernaise ou bourguignonne) se caractérise par un lit mineur tressé avec de nombreuses îles et grèves. La forêt alluviale occupe une surface bien plus importante que dans les autres sections de la Loire moyenne. Le cours grossièrement orienté nord-sud assure à la fois une fonction de corridor écologique et d'étape migratoire. C'est aussi un secteur important de reproduction de l'avifaune.
Le « Massif forestier d'Orléans », une Znieff de type 2 de 36 086 hectares s'étend sur 37 communes, dont Gien, et se superpose pour la commune à la zone Natura 2000 de même nom. Son altitude varie entre 126 et 174 m. La forêt d'Orléans repose pour l'essentiel sur des terrains de nature comparable à celle des terrains de la Sologne (Burdigalien) épandus sur le coteau de Beauce. Les formations végétales sont donc plutôt acidoclines à acidiphiles avec des secteurs secs et  d'autres  très  humides. L'intérêt  dépasse  les  contours  complexes  du  massif  domanial  et  s'étend  également  aux  lisières  et enclaves privées qui le prolongent.

## Urbanisme

### Typologie
Au 1er janvier 2024, Gien est catégorisée petite ville, selon la nouvelle grille communale de densité à sept niveaux définie par l'Insee en 2022.
Elle appartient à l'unité urbaine de Gien, une agglomération intra-départementale regroupant deux  communes, dont elle est ville-centre,,. Par ailleurs la commune fait partie de l'aire d'attraction de Gien, dont elle est la commune-centre,. Cette aire, qui regroupe 29 communes, est catégorisée dans les aires de moins de 50 000 habitants,.

### Occupation des sols
L'occupation des sols de la commune, telle qu'elle ressort de la base de données européenne d’occupation biophysique des sols Corine Land Cover (CLC), est marquée par l'importance des territoires agricoles (46,1 % en 2018), en diminution par rapport à 1990 (53,3 %). La répartition détaillée en 2018 est la suivante : 
forêts (35,8 %), terres arables (30,9 %), prairies (10 %), zones urbanisées (9,9 %), zones agricoles hétérogènes (5,2 %), zones industrielles ou commerciales et réseaux de communication (4,7 %), milieux à végétation arbustive et/ou herbacée (2,2 %), eaux continentales (1,4 %).
L'évolution de l’occupation des sols de la commune et de ses infrastructures peut être observée sur les différentes représentations cartographiques du territoire : la carte de Cassini (XVIIIe siècle), la carte d'état-major (1820-1866) et les cartes ou photos aériennes de l'IGN pour la période actuelle (1950 à aujourd'hui).

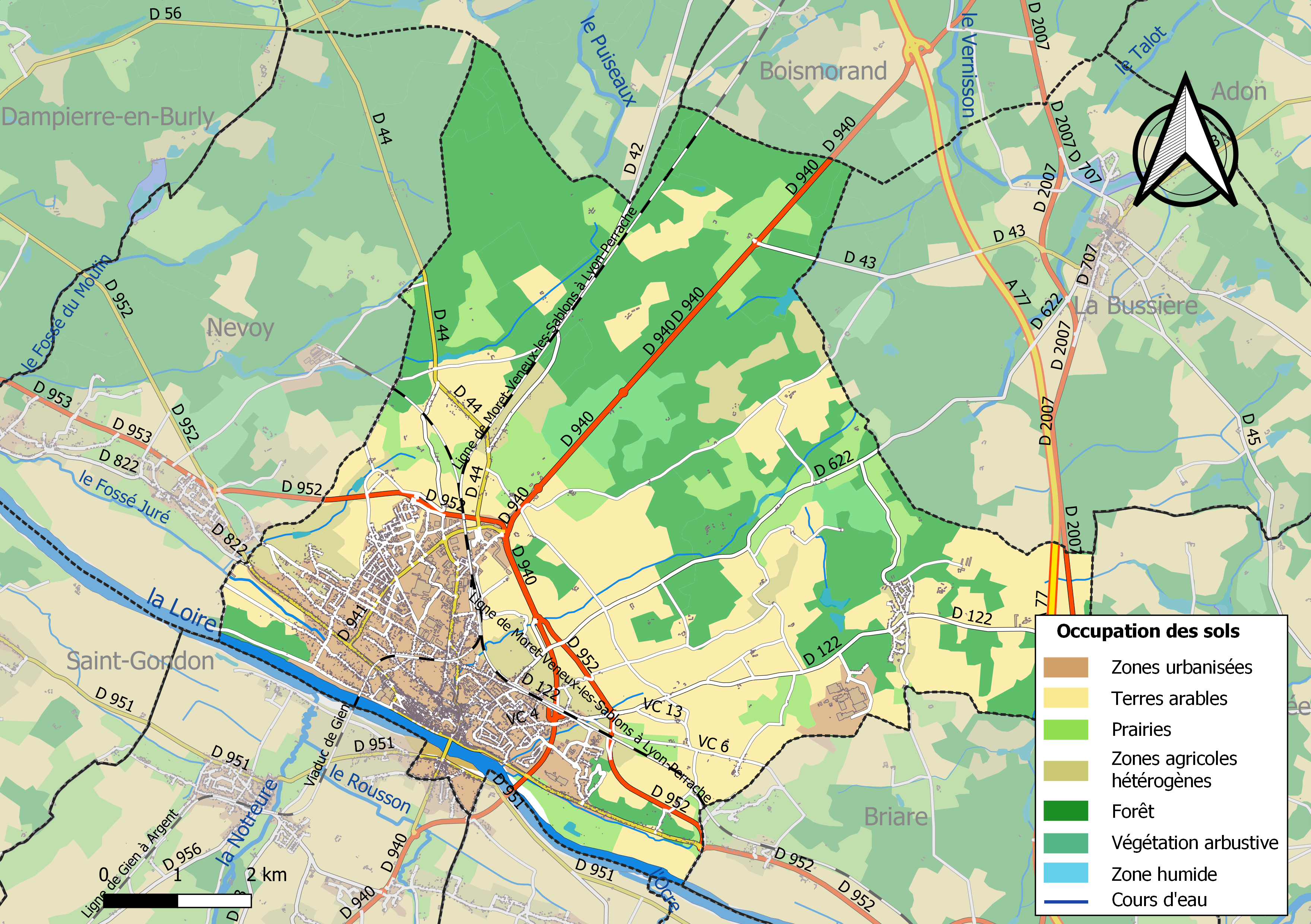
Carte des infrastructures et de l'occupation des sols de la commune en 2018 (CLC).
Carte orthophotographique de la commune en 2016.

### Lieux-dits, hameaux et écarts
Gien-le-Vieux, les Danjoux, la Fontaine, les Gascons, Montfort, la Prise d'Eau, Vigneaux, le Temple, Bel-Air, Arrabloy.

### Logement
En 2020, le nombre total de logements dans la commune était de 7 616, alors qu'il était de 7 522 en 2014 et de 7 515 en 2009.
Parmi ces logements, 78,5 % étaient des résidences principales, 3,4 % des résidences secondaires et 18,1 % des logements vacants. Ces logements étaient pour 57,2 % d'entre eux des maisons individuelles et pour 42,1 % des appartements.
Le tableau ci-dessous présente la typologie des logements à Gien en 2020 en comparaison avec celle du Loiret et de la France entière. Une caractéristique marquante du parc de logements est ainsi une proportion de logements vacants (18,1 %) supérieure à celle du département (9,1 %) et à celle de la France entière (8,2 %). Concernant le statut d'occupation des résidences principales, 52 % des habitants de la commune sont propriétaires de leur logement (51,2 % en 2014), contre 62,1 % pour le Loiret et 57,5 pour la France entière.
| Typologie                                               | Gien | Loiret | France entière |
| ------------------------------------------------------- | ---- | ------ | -------------- |
| Résidences principales (en %)                           | 78,5 | 86,2   | 82,1           |
| Résidences secondaires et logements occasionnels (en %) | 3,4  | 4,7    | 9,7            |
| Logements vacants (en %)                                | 18,1 | 9,1    | 8,2            |

### Planification de l'aménagement

#### SCoT du pays giennois
La loi SRU du 13 décembre 2000 a incité fortement les communes à se regrouper au sein d’un établissement public, pour déterminer les partis d’aménagement de l’espace au sein d’un SCoT, et ce sous peine de ne plus pouvoir ouvrir à l’urbanisation de nouveaux espaces. En effet, dans certaines conditions, en l’absence de SCoT approuvé, les zones naturelles (N) et les zones d’urbanisation future (AU) ne peuvent plus, sauf dérogation, être ouvertes à l’urbanisation. Tel est le principe posé par l’article L.122-2 du Code de l’urbanisme. En application des dispositions de l'article L.122-18 du Code de l'urbanisme, le Schéma Directeur de la Région de Gien approuvé le 16 juillet 1996 avait été maintenu avec valeur de Schéma de Cohérence Territoriale. Le Schéma regroupait les communes de Coullons, Gien, Nevoy, Poilly-lez-Gien, Saint-Brisson-sur-Loire, Saint-Gondon, Saint-Martin-sur-Ocre. En l'absence de délibération de la communauté des communes giennoises, dont fait partie Gien, sur son évolution à l'échéance du délai de 10 ans à compter du 13 décembre 2000, ce SCot est devenu caduc à compter du 13 décembre 2010.
En se dotant de la compétence « élaboration, gestion et suivi d’un Schéma de Cohérence Territoriale à l’échelle du Pays du Giennois » par arrêté préfectoral du 11 mars 2010, le Syndicat mixte du Pays du Giennois s'engage en faveur d’un projet global d’aménagement et de développement durable du territoire du pays du Giennois. Le schéma de cohérence territoriale du pays giennois, qui regroupe 31 communes dont Gien, a ainsi été prescrit le 4 novembre 2010. Le projet de schéma a été arrêté le 30 juin 2015 puis soumis à l'enquête en octobre 2015 et approuvé le 29 mars 2016 et est opposable depuis le 8 avril 2016,.

### Voies de communication et transports

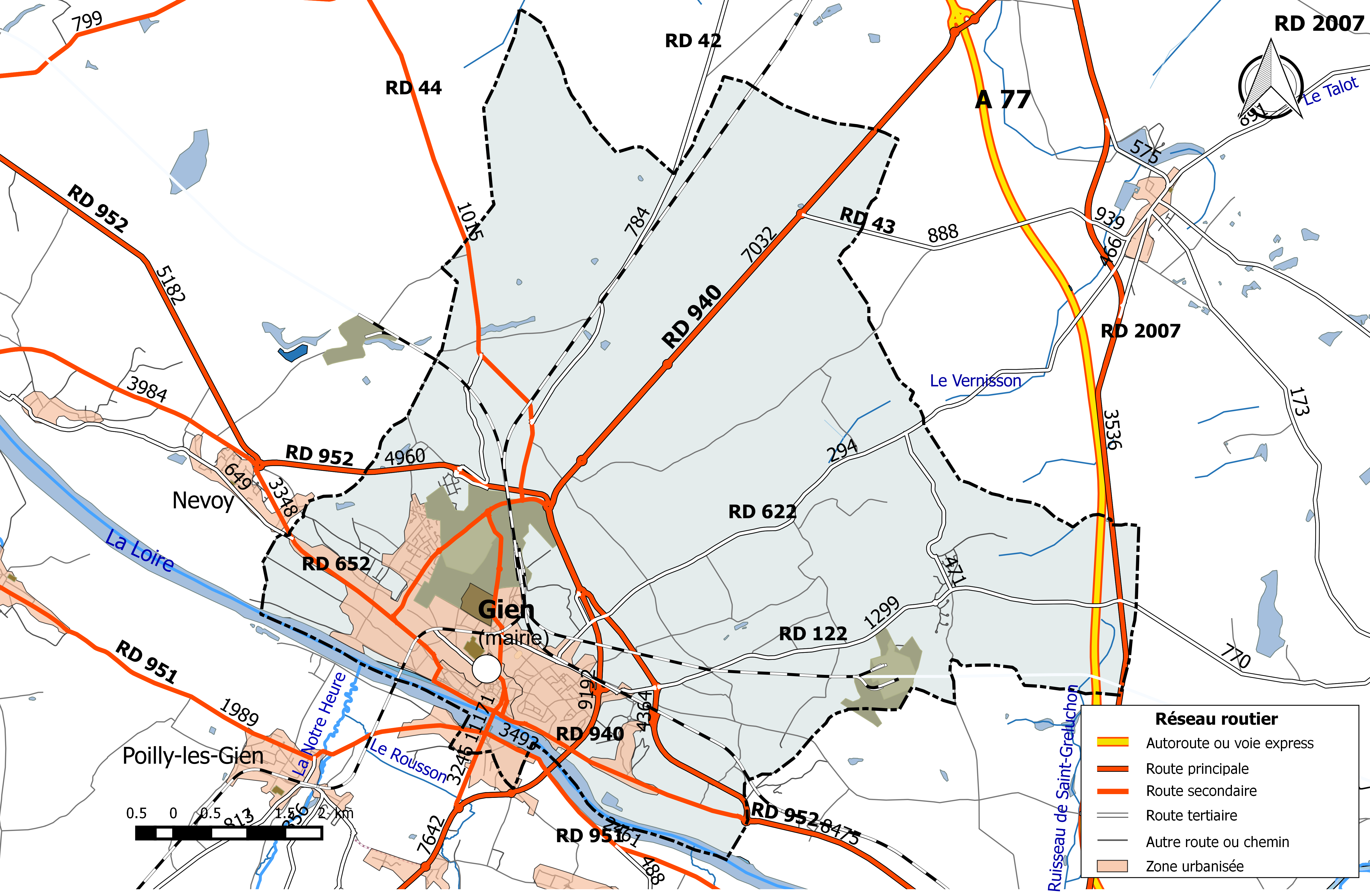
Réseau routier principal de la commune de Gien (avec indication du trafic routier 2014).

#### Infrastructures routières
Gien constitue un nœud routier dans le pays du Giennois. Les échanges sont principalement orientés vers le Nord avec Montargis et vers le sud-est avec Cosne-Cours-sur-Loire via l’A77 et la D2007. D’influence plus faible, Aubigny-sur-Nère et Sully-sur-Loire constituent également des liaisons privilégiées avec le Pays du Giennois. Il n’y a pas réellement de flux important à destination d’Orléans. La commune est traversée par quatre axes structurants (l'autoroute A77 et les routes départementales 2007, 952 et 940) et différentes RD secondaires (941, 652, 622, 122 et 44).
La limite sud-est de la commune est longée par l'autoroute A77 qui assure la liaison Dordives - Cosne-sur-Loire et permet d'assurer le désenclavement effectif de la Nièvre et le délestage du trafic de l'A6 et de la RN 7 (actuelle RD 2007)  tout en revalorisant l'axe Nord-Sud de Paris vers Lyon et le Massif central via Nevers.
La RD 2007, qui relie Dordives à Bonny-sur-Loire et borde la commune dans sa partie sud-est, est l'ancienne route nationale 7. À sa création, en 1824, elle est définie comme étant la route de Paris à Antibes et en Italie, par Nice et succède alors à la route impériale 8. Elle supporte dans la traversée de la commune un trafic de 6 948 véhicules/jour.
La RD 952 est l'ancienne route nationale 152, qui reliait à sa création en 1824 Briare à Angers, succédant à la route impériale 172. La section entre Briare et Chateauneuf-sur-Loire est déclassée et transférée au département du Loiret par arrêté du 22 décembre 1972. La déviation de Gien est mise en service le 17 novembre 2000 et prend la dénomination de RD 952 en remplacement de l'ancien tronçon de voie qui est rebaptisé RD 652 avant d'être déclassé ultérieurement dans le domaine public communal. Ce nouvel aménagement, d'un coût de 27 millions d’euros, a permis de réduire le trafic en ville de 40 % (80 % pour les poids lourds) et les accidents sont devenus très rares. En 2014, elle supporte un trafic de 4 960 véhicules/jour dans sa partie ouest et 8 475 véhicules/jour dans sa partie est.
La RD 940 est l'ancienne route nationale 140, qui reliait avant 1973 Boismorand (Loiret) à Figeac dans l'Aveyron. Comme la RD 952, elle a été transférée au département du Loiret par arrêté du 22 décembre 1972. En 2014, elle supporte un trafic de 7 032 véhicules/jour.
Complétant ces voies, la commune est sillonnée de plusieurs voies communales et chemins ruraux desservant ses fermes et hameaux et les bourgs environnants.

#### Transports en commun routiers
Gien est desservie par les lignes régulières du réseau d'autocars interurbains Ulys suivantes : 
- la ligne 3, Châtillon-sur-Loire - Orléans, correspondances SNCF à la gare d'Orléans et TAO et Transbeauce à la Gare routière d'Orléans;
- la ligne 2 : Viglain - Gien, correspondances SNCF à la gare de Gien ;
- la ligne 18 : Bellegarde - Gien, correspondances SNCF à la gare de Gien ;
- la ligne 7B : Pierrefitte-ès-Bois - Sully-sur-Loire.

Depuis le 1er janvier 2017, la compétence des services de transports routiers interurbains, réguliers et à la demande est transférée des départements aux régions, et donc localement du département du Loiret à la région Centre-Val de Loire, consécutivement à la loi NOTRe du 7 août 2015. Dans ce cadre, le Réseau de mobilité interurbaine « Rémi » remplace chacun des réseaux de transports interurbains départementaux et en particulier le réseau Ulys dans le Loiret et  entre en service à compter de la rentrée scolaire du 4 septembre 2017.

#### Infrastructures ferroviaires
La  ligne ferroviaire reliant Paris à Nevers passe par le territoire du Giennois avec deux arrêts : Gien et Briare. Cette desserte ferroviaire possède un cadencement assez faible sur ces deux gares avec  seulement   une   dizaine  d’allers-retours par jour. En comparaison, Montargis compte une quarantaine d’allers-retours vers Paris par jour. La durée de trajet entre Gien et Paris est de 1 h 30. La  refonte  nationale des horaires des liaisons ferroviaires qui a eu lieu en décembre 2011 n’a pas supprimé de liaisons avec Paris mais le dernier train en provenance de Paris, à destination de Gien et Briare part désormais à 19h04 au lieu de 19h30 auparavant, ce qui complique les trajets des personnes souhaitant prendre le train pour une journée, notamment de travail, à Paris.
La ligne ferroviaire de Moret - Veneux-les-Sablons à Lyon-Perrache traverse également le territoire de la commune.

### Risques naturels et technologiques majeurs
La commune de Gien est vulnérable à différents aléas naturels : inondations (par débordement de la Loire ou de ruisseaux), climatiques (hiver exceptionnel ou canicule), mouvements de terrains ou sismique. Elle est également exposée à deux risques technologiques : le risque nucléaire avec la présence de la centrale nucléaire de Dampierre à moins de 10 km et le transport de matières dangereuses (avec la traversée d'axes structurants comme l'A77 ou RD 2007 ou les RD 940 et 952).
Entre 1983 et 2021, huit arrêtés ministériels portant ou ayant porté reconnaissance de catastrophe naturelle ont été pris pour le territoire de la commune de Gien dont trois pour des inondations et coulée de boue et cinq pour des mouvements de terrain.

#### Risque d'inondation

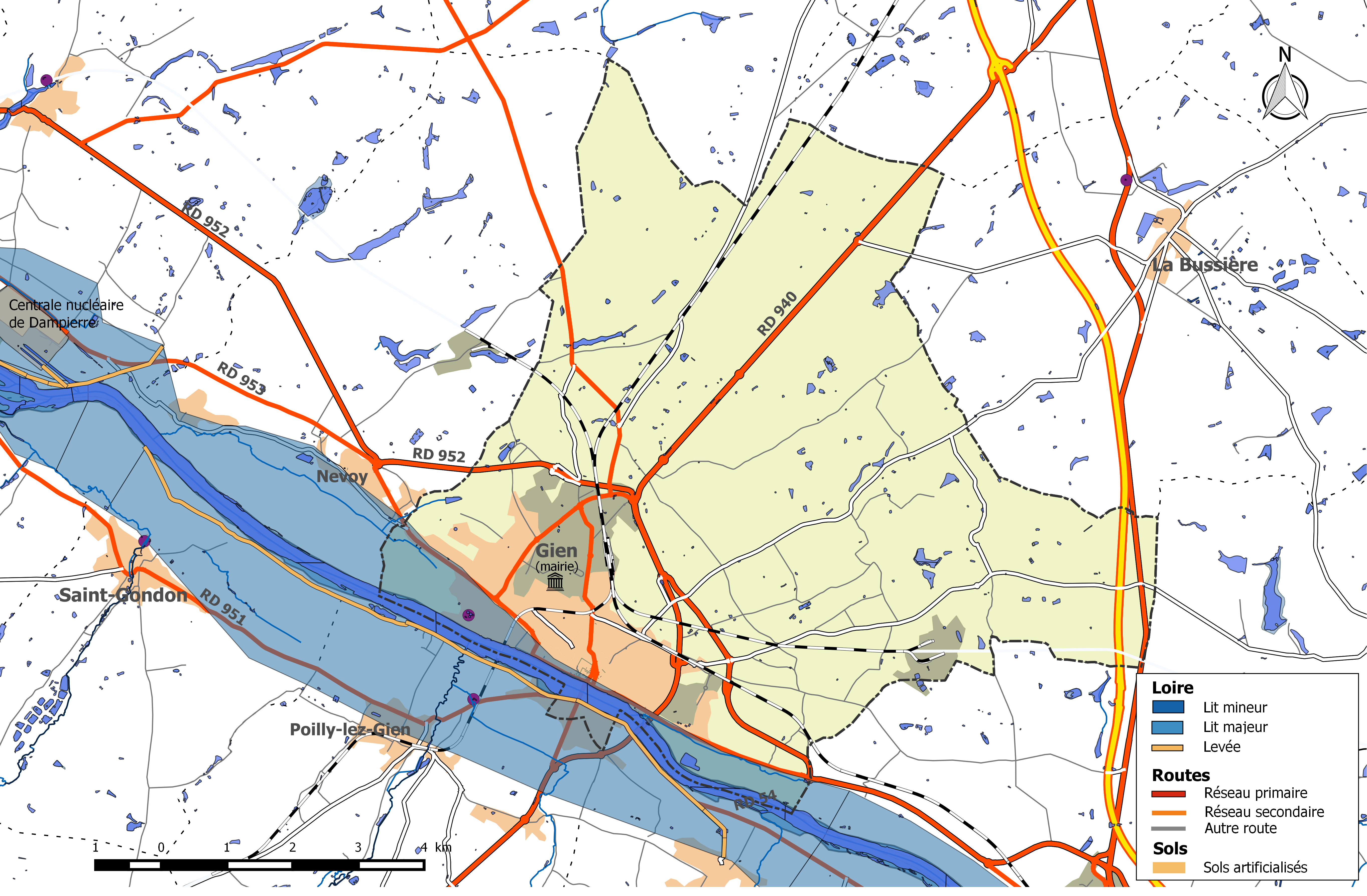
Zone inondable de la commune de Gien.

La Loire est à l'origine des dégâts les plus importants sur la commune en cas de crue majeure. Les crues historiques sont celles de 1846, 1856, 1866 et 1907. Aucune crue n'a atteint depuis 1907 les hauteurs atteintes lors de ces événements catastrophiques.
En rive droite, les bas quartiers de Gien sont soumis à un débordement direct de la Loire dès la crue de période de retour 20 ans. De plus en plus de quartiers sont touchés au fur et à mesure de l'importance des crues considérées. En rive gauche de la Loire, le quartier du Berry est touché à partir de la crue cinquantennale. Son inondation est généralisée à partir d'une crue centennale. En effet, la digue de Gien s'interrompant au droit du Berry, ce quartier est touché à la fois par débordement direct de la Loire en rive gauche ainsi que par les eaux en provenance du déversoir de Saint-Martin-sur-Ocre. Sa situation topographique (quartier situé un peu plus haut que le reste du val) permet néanmoins de limiter sa vulnérabilité. Les accès au pont de la déviation (D940) et au vieux pont (D941) de Gien sont coupés dès une crue de période de retour 20 ans. Les accès par la D940 et par la D941 sont inondés en rive gauche respectivement pour des débits en Loire de 3 215 m3/s et de 3 295 m3/s, soit des hauteurs à l'échelle de Gien de 4,79 m et de 4,87 m.
Le risque d'inondation est pris en compte dans l'aménagement du territoire de la commune par le biais de deux Plans de prévention du risque d'inondation (PPRI) : le PPRI du val de Gien.
Deux documents permettent de définir les modalités de gestion de crise et d'organisation des secours : au niveau départemental, le Dispositif ORSEC départemental spécialisé déclenché en cas d'inondation de la Loire, le plan ORSIL, et au niveau communal le plan communal de sauvegarde.

#### Risque de mouvements de terrain
Le territoire de la commune peut être concerné par un risque d'effondrement de cavités souterraines non connues. Une cartographie départementale de l'inventaire des cavités souterraines et des désordres de surface a été réalisée. Il a été recensé sur la commune plusieurs effondrements de cavités. Aucune, à ce jour, n'a eu de conséquences graves.
Par ailleurs, la commune a été reconnue sinistrée au titre des catastrophes naturelles durant ces dernières années à la suite des mouvements de terrain liés à la sécheresse (aléa moyen). Le phénomène de retrait-gonflement des argiles est la conséquence d'un changement d'humidité des sols argileux. Les argiles sont capables de fixer l'eau disponible mais aussi de la perdre en se rétractant en cas de sécheresse. Ce phénomène peut provoquer des dégâts très importants sur les constructions (fissures, déformations des ouvertures) pouvant rendre inhabitables certains locaux. Celui-ci a particulièrement affecté le Loiret après la canicule de l'été 2003. Une grande partie du territoire de la commune est soumis à un aléa « moyen » face à ce risque, selon l'échelle définie par le Bureau de recherches géologiques et minières (BRGM), hormis le cente-bourg qui est en aléa « faible ».

#### Risque nucléaire

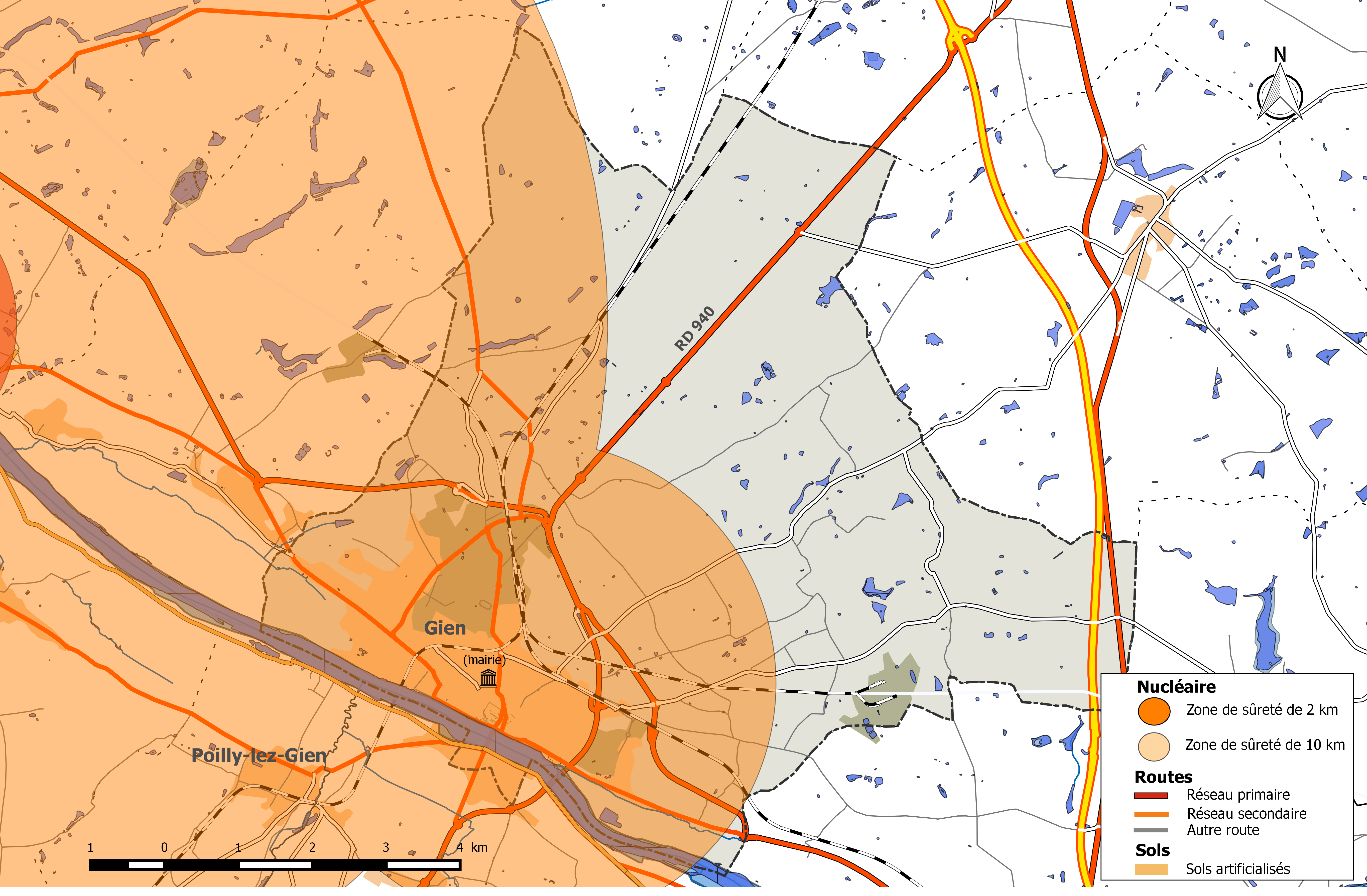
Zones de sûreté liée à la centrale nucléaire de Dampierre sur la commune de Gien.

En cas d’accident grave, certaines installations nucléaires sont susceptibles de rejeter dans l’atmosphère de l’iode radioactif. C'est en particulier le cas de la centrale nucléaire de Dampierre dont la partie occidentale de la commune se situe à l'intérieur du périmètre de 10 km du Plan particulier d'intervention relatif à cette installation. À ce titre les habitants de la commune, comme tous ceux résidant dans le périmètre proche de 10 km de la centrale ont bénéficié, à titre préventif, d'une distribution de comprimés d’iode stable dont l’ingestion avant rejet radioactif permet de pallier les effets sur la thyroïde d’une exposition à de l’iode radioactif. En cas d'incident ou d'accident nucléaire, la commune peut être considérée, en tout ou partie, comme zone de confinement ou comme zone d'évacuation et les habitants peuvent être amenés à ingérer, sur ordre du préfet, les comprimés en leur possession.

#### Risque sismique
La totalité du département est classée en zone de sismicité « très faible ». À ce titre aucune réglementation spécifique ne s'applique aux constructions dites « à risque normal ».

#### Transport de matières dangereuses
Ce risque peut survenir en cas d'accident impliquant une unité mobile (ex. camion) ou une canalisation transportant des matières dangereuses (toxique, inflammable...). Une matière dangereuse est une substance susceptible de présenter un danger et des conséquences graves pour l'homme et son environnement. À Gien, les points principalement exposes sont :
- la voie ferrée Paris Nevers, au nord de la ville. Elle dessert aussi, localement, le silo Caproga, le terminal ferroviaire du CNPE EDF de Dampierre ainsi que le complexe papetier situé à Arrabloy ;
- la voie ferrée qui dessert le silo de Poilly ainsi que la commune de Coullons, ceci en traversant la Loire par le viaduc SNCF (lien - Poilly) ;
- la rocade qui contourne Gien. Il s'agit d'un axe routier départemental est-ouest mais aussi nord-sud qui traverse la Loire par le nouveau pont ;
- l'A77 reliant Paris à Nevers, distant de plus de dix kilomètres, au nord de la ville pouvant subir un accident de TMD. La ville en est éloignée mais pourrait être soumise à un nuage toxique conduit par des vents possibles de nord/nord-est ou nord/nord-ouest.

## Toponymie
Le nom de la ville est écrit sous la forme Giomum au VIe siècle. Elle remonte vraisemblablement à un prototype gaulois Giamo-magos « marché d'hiver ».

## Histoire

### Préhistoire
On a découvert des traces d’occupation préhistorique à Gien-le-Vieux. Gien fut probablement un centre d’échanges entre cultivateurs carnutes et forgerons éduens.

### Antiquité
À l'époque romaine, et probablement pendant la période gauloise, le site de Gien-le-Vieux était occupé par un village. On y a en effet retrouvé d'importants vestiges gallo-romains : colonnes, monnaies, etc. Le nom de cette petite cité nous est inconnu. Le site s'est ensuite appelé plus simplement Gien lorsque d'une part Orléans a abandonné son ancienne dénomination et que d'autre part le site initial du Vieux Gien a été lui-même abandonné.

### Moyen Âge
Gien-le-Vieux devient une paroisse au haut Moyen Âge, lorsque saint Pérégrin, 1er évêque d'Auxerre (258-304), y fonde l'église Saint-Pierre-et-Saint-Paul.
En 476, Gien est conquis par les Burgondes et forme la partie la partie la plus occidentale du Royaume Burgonde. Gien et le comté d'Auxerre seront conquis par les Francs en 501 puis intégré au premier royaume de Bourgogne en 534.
En 596 le règlement de saint Aunaire, 18e évêque d'Auxerre (572-605), inclut Gien dans les trente principales paroisses du diocèse.
En 760, Pépin le Bref, sa femme Bertrade de Laon, et son armée font halte à Gien-le-Vieux avant d'aller combattre les Aquitains et les Vascons.
Au VIIIe siècle, Charlemagne autorise la construction d'une motte fortifiée à l'emplacement du château actuel.
Aux IXe et Xe siècles, Gien-le-Vieux est victime de troubles dus à la déliquescence de l'empire carolingien et aux raids des Vikings qui pillent les villages riverains de la Loire. La population déserte progressivement Gien-le-Vieux, indéfendable, pour l'éperon de Gien et sa motte fortifiée. Une nouvelle agglomération se développe ainsi à l'emplacement de la ville actuelle.
Cependant, Gien-le-Vieux conservera sa paroisse Saint-Pierre-et-Saint-Paul jusqu'au XVIIe siècle.
La seigneurie de Gien-le-Vieux relève de l'abbaye de Fleury à Saint-Benoît-sur-Loire, tandis que le château puis la ville fortifiée de Gien auront des seigneurs laïcs : Étienne de Vermandois, premier seigneur de Gien autour de l'an mil, les comtes de Nevers par mariage, et les puissants barons de Donzy, comtes de Gien par usurpation en 1156. En 1199, Philippe Auguste se fait céder Gien et son comté par Pierre II de Courtenay, comte de Nevers, et le rattache au domaine royal.
En 1246, du temps de saint Louis, un premier pont de pierre est construit ; le pont actuel du XVIIIe siècle en inclut certaines parties. Fin XIIIe siècle la première enceinte de fortifications est construite autour de la ville ; trois autres enceintes lui succéderont. Dès lors, la ville est entièrement fortifiée jusqu'en 1824, date de la construction des quais de la Loire.
L'église paroissiale de Gien-le-Vieux étant trop éloignée de la ville, une nouvelle église est construite. La paroisse Saint-Laurent est ainsi créée à Gien.
Vers 1403, par souci de commodité, on demande la réunion des chapitres de Saint-Laurent et de Gien-le-Vieux. L'abbé de Fleury à Saint-Benoît-sur-Loire s'y opposa malgré la faible population de sa paroisse.
Jean Baillet (90e évêque d'Auxerre 1477–1513), qui veut enrichir la cathédrale Saint-Étienne d'Auxerre, souhaite unir la cure de Gien le Vieil au chapitre de la cathédrale, mais lui aussi se heurte au refus de l'abbé de Fleury, qui est à l'époque Jean d’Esclines (1477-1486). L'évêque se rabat alors sur la cure de la collégiale Saint-Laurent de Gien, qu'il réunit au chapitre de Saint-Étienne d'Auxerre en 1485.
Or l'église est en si mauvais état qu'on ne peut plus l'utiliser en hiver et guère mieux en saisons plus clémentes. Les chanoines de la cathédrale ne perdent pas de temps : en 1485 ils exposent au pape Innocent VIII que Charles VIII et sa sœur Anne projettent de la rebâtir. Le pape leur accorde une sorte de Jubilé pour les trois premiers jours de la semaine sainte pour les années 1486, 1487 et 1488 ; mais comme les aumônes cessent avec le jubilé, Jean Baillet accorde en 1486 des indulgences à ceux qui contribuent à réparer la collégiale, laquelle abrite les reliques de sainte Felicule Vierge. La vieille église est abattue avant la fin du siècle, et rebâtie au moins en partie avec l'aide de la princesse Anne. En 1509 l'évêque visite ce chapitre et y établit des règles concernant les chapelains.
Saint Genou était traditionnellement honoré à Gien. Il existait une chapelle Saint-Genou ou saint-Genoulph au nord de la ville dans le faubourg des vignerons, à côté de laquelle les capucins de Gien avaient une maison.
Vers le XIIIe siècle, il existe près de la ville de Gien un prieuré Saint-Fiacre de la Fontaine, dont le prieur est nommé par le prieuré de Flotin,.

#### Laguerre de Cent Ans
En 1307, Philippe le Bel, donne Gien en apanage à son demi-frère Louis, comte d'Évreux. En 1385, ses héritiers cèdent leurs droits au duc Jean de Berry, qui les revend en 1388 à Philippe le Hardi, duc de Bourgogne. Jean sans Peur, son fils les hérite en 1404, et célèbre au château les noces de sa fille Catherine en 1410.
En 1419, Jean Sans Peur est assassiné par le parti Armagnac à Montereau-Fault-Yonne. Gien retourne au domaine royal, mais est bientôt donné en apanage au connétable de Richemont, pour ses services en tant que connétable de France.
En 1427, son compagnon Dunois, délivre la ville des mains bourguignonnes.
Après la délivrance d’Orléans en 1429, Jeanne d’Arc convainc à Gien le dauphin Charles de se rendre à Reims pour se faire sacrer roi.
En 1430, le connétable de Richemont, tombé en disgrâce, se voit dépouillé de son comté de Gien par Charles VII, au profit de Dunois.

### LaRenaissance

#### D'Anne de BeaujeuàLouise de Savoie

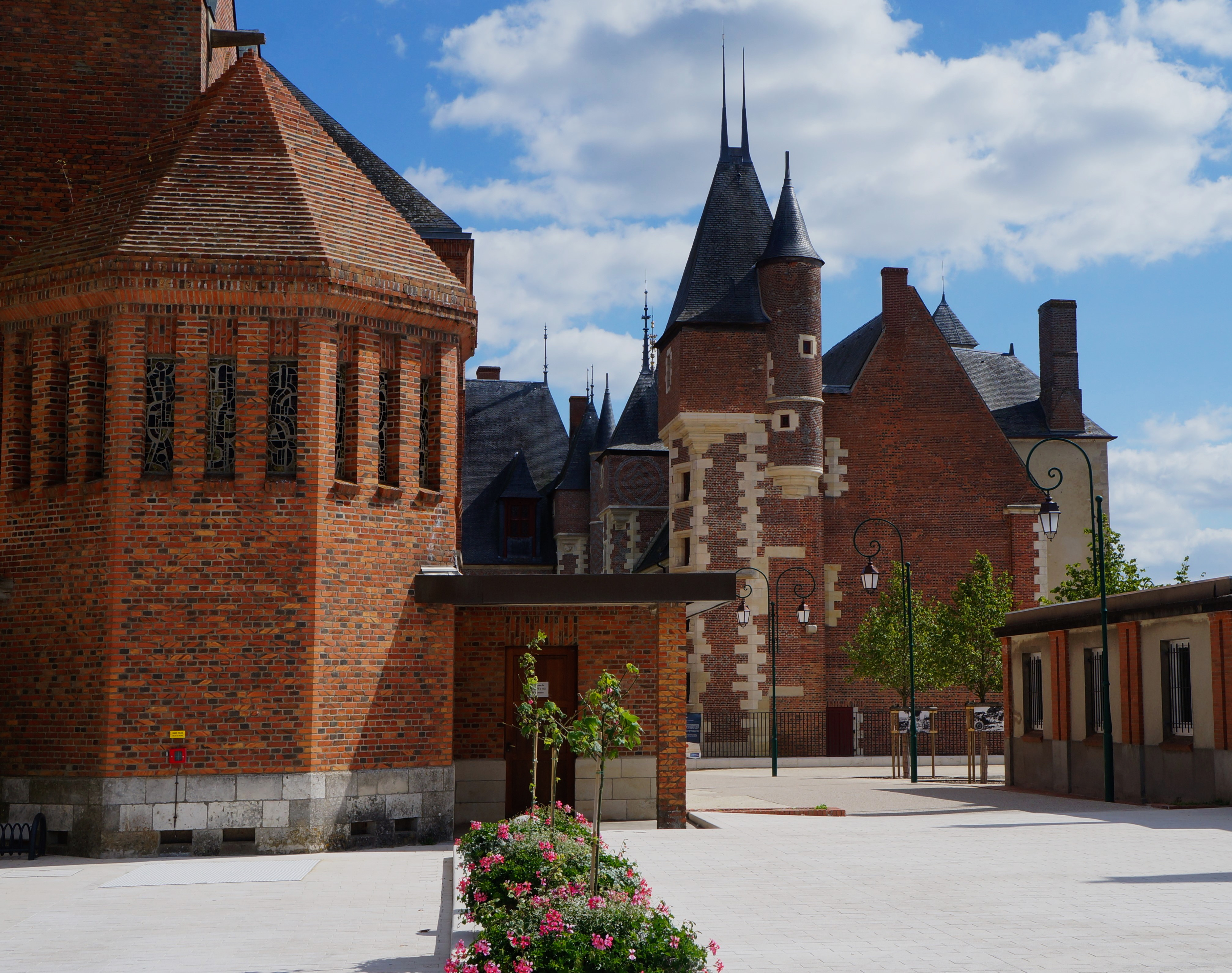
Le château vu des remparts.

En 1481, Louis XI donne en apanage le Comté de Gien à sa fille aînée Anne de Beaujeu. Elle fait de Gien l'une de ses résidences principales. De 1483 à 1491, elle est régente du Royaume, son frère le futur Charles VIII étant mineur. Sous son autorité, la ville s'embellit : le château est reconstruit dans le style renaissance entre 1494 et 1500, le pont est en partie reconstruit, l'enceinte fortifiée est restaurée et agrandie, l'église collégiale Saint-Étienne est reconstruite, le couvent des Minimes est fondé. Gien se pare de beaux hôtels renaissance.
En 1522, Anne de Beaujeu meurt, le comté passe à sa fille unique : Suzanne, épouse du connétable Charles de Bourbon.
En 1523, le roi François Ier, qui s'apprête à partir en guerre contre l'Empereur Charles Quint, signe dans le château l'acte qui confie la Régence du Royaume à sa mère Louise de Savoie. Cette dernière déteste Charles de Bourbon et lui confisque le comté de Gien après son acte de traîtrise de Pavie, où il combat son propre roi en 1525 et le fait prisonnier. Après la mort de Louise de Savoie, Gien revient en 1561 à Charles de Bourbon, arrière-cousin très éloigné du félon de Pavie.

#### Lesguerres de religion
Gien possède une importante communauté protestante et un temple dès 1559. Gien devient rapidement une place forte protestante, comme ses voisines Châtillon-Coligny, Châtillon-sur-Loire et Orléans. Durant cette période, les églises sont pillées et le clergé chassé.
La ligue reprend le contrôle de la ville vers 1587, qui en représailles perd son siège présidial et son bailliage à l'avantage de Bléneau.

### LeXVIIesiècleet laFronde
En 1616, Charles de Lorraine, duc de Guise, obtient de Louis XIII le comté de Gien. Il le revend un peu plus tard au chancelier de Séguier.
La paroisse de Gien-le-Vieux est réunie à celle de Saint-Étienne de Gien. Cette dernière reprend le double patronage Saint-Pierre Saint-Paul.
En 1652, pendant la Fronde, Anne d'Autriche, régente du Royaume, Mazarin et le petit Louis XIV trouvent refuge au château alors que les armées royales du maréchal d'Hocquincourt sont vaincues par Condé à Bléneau. Turenne parvient à stopper l'armée de Condé à Poilly-lez-Gien. Le Roi et son entourage peuvent alors se retirer sur Sens puis Paris.
En 1672, le chancelier Séguier meurt, laissant le château à sa fille Charlotte, qui épouse successivement Maximilien III de Béthune, duc de Sully (petit-fils de Sully et fils de Maximilien II), puis Henri de Bourbon, duc de Verneuil, fils naturel d'Henri IV. À sa mort en 1704, le comté passe à Henri Charles de Coislin, évêque de Metz.
En 1736, le comté est racheté par Claude Henry Feydeau de Marville, marquis de Dampierre-en-Burly, alors jeune maître des requêtes. Veuf, ayant perdu tous ses enfants et sans héritier direct, il le lègue en 1778 à son lointain neveu Charles-Henri de Feydeau (1754-1802), marquis de Brou, qui le transmet ensuite à son fils cadet. Les Feydeau conservent ainsi le château jusqu'en 1823.

### La Révolution
La Révolution se déroule sans effusion de sang. La ville devient chef-lieu de district puis sous-préfecture en 1800.

### XIXesiècleetXXesiècle
Au XIXe siècle, la commune possède entre autres une prison, un bureau de bienfaisance, des tanneries, une brasserie, des imprimeries, une usine de grès. Les quais sont aménagés, la faïencerie créée ; on construit les halles, l'hôtel-de-ville, l'église Saint-Louis, la gare. C’est aussi l’époque de crues dévastatrices : 1846, 1856 et 1866, qui noient la ville sous plusieurs décimètres d'eau. La ville s’assoupit dans son beau décor.
En 1823, le château est racheté 31 000 francs au comte de Feydeau, dernier seigneur de Gien, par le département du Loiret pour y installer le tribunal, la maison d'arrêt et la sous-préfecture.
En 1857, le quartier du Berry, en rive gauche de la Loire, est détaché de Poilly-lez-Gien et rattaché à Gien.
En 1926, l'arrondissement de Gien est supprimé par la réforme Poincaré. La commune et le canton sont rattachés à l'arrondissement de Montargis. Cependant la ville garde son tribunal, et son centre des impôts.
À la fin de la guerre d'Espagne, entre le 29 janvier et le 8 février 1939, plus de 2 800 réfugiés espagnols fuyant l'avancée des troupes de Franco, arrivent dans le Loiret. Devant l'insuffisance des structures d'accueil d’Orléans, 46 centres d’accueil ruraux sont ouverts, dont un à Gien. Les réfugiés, essentiellement des femmes et des enfants (les hommes sont désarmés et retenus dans le Sud de la France), sont soumis à une quarantaine stricte, vaccinés, le courrier est limité, et le ravitaillement, s'il est peu varié et cuisiné à la française, est cependant assuré. Une partie des réfugiés rentrent en Espagne, incités par le gouvernement français qui facilite les conditions du retour, ceux préférant rester sont regroupés au camp de la verrerie des Aydes, à Fleury-les-Aubrais.

### La Seconde Guerre mondiale
Pendant la Seconde Guerre mondiale, le pont de Gien est bombardé le 15 juin 1940 par la Luftwaffe, afin de couper la retraite de l'armée française. Ce bombardement entraîne un gigantesque incendie qui ravage les vieux quartiers au pied du château.
En 1941, Gien est en grande partie en ruines : 422 immeubles ont été totalement détruits et 921 partiellement. Le centre-ville a brûlé pendant 3 jours et 3 nuits. Les églises Saint-Pierre et Saint-Louis sont détruites, mais le château est épargné par un orage providentiel. Les Giennois pensent à la lourde tâche de relever la ville. L'architecte urbaniste André Laborie est mandaté par le régime de Vichy pour dresser les plans de la Reconstruction selon un style régionaliste.
Les Alliés ont bombardé la zone du pont en juin-juillet août 1944 ; ils n'ont pas atteint leur objectif et n'ont fait que des dégâts collatéraux dont quelques victimes civiles. L'arche centrale du pont a été détruite en août 1944 par les Allemands en retraite.

### La reconstruction et les Trente Glorieuses
La réelle reconstruction ne démarre qu'après la guerre, en juin 1946. Elle s'effectue d'après le plan Laborie, dans le style des rares immeubles restants. Gien est relevé de ses ruines et le nouvel ensemble harmonieux est appelé à juste titre « Joyau de la Reconstruction française ».
Les Trente Glorieuses voient la ville s'agrandir sur le plateau : les quartiers des Montoires, de Montbricon et la zone industrielle sont construits. Un nouvel hôtel de ville est construit loin du centre-ville, à côté des nouveaux équipements sportifs.
La commune d'Arrabloy lui est associée en 1972.
Aujourd'hui, la ville s'élargit, et les quartiers de Cuiry, de la Fontaine et de Chantemerle accueillent de nouveaux habitants mais la population globale diminue depuis le recensement de 1990.
En 2023, des manifestations sont organisées dans la ville dans le cadre du mouvement social contre le projet de réforme des retraites. Le 31 janvier, 1 450 manifestants sont recensés selon la police. Puis le 7 février et le 11 février, 1 000 manifestants sont comptés selon les syndicats et la police,. Le 16 février, la presse (La République du Centre) dénombre 250 manifestants et les syndicats 350. Le 7 mars, on remarque un regain dans la mobilisation avec 1 600 manifestants selon la presse. Le 15 mars, 700 manifestants défilent selon les syndicats et 650 pour la police. Le 28 mars, les syndicats comptent 750 manifestants, 730 selon la presse et 700 pour la police.

## Politique et administration

### Découpage territorial

#### Bloc communal: Commune et intercommunalités
La paroisse de Gien acquiert le statut de municipalité avec le  décret du 12 novembre 1789 de l'Assemblée Nationale puis celui de « commune », au sens de l'administration territoriale actuelle, par le décret de la Convention nationale du 10 brumaire an II (31 octobre 1793). Il faut toutefois attendre la loi du 5 avril 1884 sur l'organisation municipale pour qu'un régime juridique uniforme soit défini pour toutes les communes de France, point de départ de l’affirmation progressive des communes face au pouvoir central.
L'ancienne commune d'Arrabloy est associée à Gien depuis 1973, à la suite de la fusion association entre les deux communes définie par l'arrêté préfectoral du 16 octobre 1972 prenant effet au 1er janvier 1973,.
La commune est membre de la communauté des communes giennoises depuis sa création le 21 décembre 2001, une intercommunalité qui remplace le district de Gien, créé par arrêté préfectoral du 3 juillet 1972.

#### Circonscriptions de rattachement
La loi du 22 décembre 1789 divise le pays en 83 départements découpés chacun en six à neuf districts eux-mêmes découpés en cantons regroupant des communes. Les districts, tout comme les départements, sont le siège d’une administration d’État et constituent à ce titre des circonscriptions administratives. La commune de Gien est alors incluse dans le canton de Gien, le district de Gien et le département du Loiret.
La recherche d’un équilibre entre la volonté d’organiser une administration dont les cadres permettent l’exécution et le contrôle des lois d’une part, et la volonté d’accorder une certaine autonomie aux collectivités de base (paroisses, bourgs, villes) d’autre part, s’étale de 1789 à 1838. Les découpages territoriaux évoluent ensuite au gré des réformes visant à décentraliser ou recentraliser l'action de l'État. La régionalisation fonctionnelle des services de l'État (1945-1971) aboutit à la création de régions. L'acte I de la décentralisation de 1982-1983 constitue une étape importante en donnant l'autonomie aux collectivités territoriales, régions, départements et communes. L'acte II intervient en 2003-2006, puis l'acte III en 2012-2015.
Le tableau suivant présente les rattachements, au niveau infra-départemental, de la commune de Gien aux différentes circonscriptions administratives et électorales ainsi que l'historique de l'évolution de leurs territoires.
| Circonscription             | Nom                | Période   | Type                         | Évolution du découpage territorial |
| --------------------------- | ------------------ | --------- | ---------------------------- | --- |
| District                    | Gien               | 1790-1795 | Administrative               | La commune est rattachée au district de Gien de 1790 à 1795,. La Constitution du 5 fructidor an III, appliquée à partir de vendémiaire an IV (1795) supprime les districts, rouages administratifs liés à la Terreur, mais maintient les cantons qui acquièrent dès lors plus d'importance. |
| Canton                      | Gien               | 1790-1801 | Administrative et électorale | Le 10 février 1790, la municipalité de Gien est rattachée au canton de Gien,. Les cantons sont supprimés, en tant que découpage administratif, par une loi du 26 juin 1793, et ne conservent qu'un rôle électoral. Ils permettent l’élection des électeurs du second degré chargés de désigner les députés . Les cantons acquièrent une fonction administrative avec la disparition des districts en 1795. |
| Canton                      | Gien               | 1801-2015 | Administrative et électorale | Sous le Consulat, un redécoupage territorial visant à réduire le nombre de justices de paix ramène le nombre de cantons dans le Loiret de 59 à 31. Gien est alors rattachée par arrêté du 9 vendémiaire an X (30 septembre 1801) au canton de Gien, sous le nom de Gien,. |
| Canton                      | Gien               | 2015-     | Électorale                   | La loi du 17 mai 2013 et ses décrets d'application publiés en février et mars 2014 introduisent un nouveau découpage territorial pour les élections départementales. La commune est alors rattachée au nouveau canton de Gien. Depuis cette réforme, plus aucun service de l'État n'exerce sa compétence sur un territoire s'appuyant sur le nouveau découpage cantonal. Le canton a disparu en tant que circonscription administrative de l'État ; il est désormais uniquement une circonscription électorale dédiée à l'élection d'un binôme de conseillers départementaux siégeant au conseil départemental. |
| Arrondissement              | Gien               | 1801-1926 | Administrative               | Gien est rattachée à l'arrondissement de Gien par arrêté du 9 vendémiaire an X (30 septembre 1801),. |
| Arrondissement              | Montargis          | 1926-     | Administrative               | Sous la Troisième République, en raison d'un endettement considérable et de l'effort nécessaire pour la reconstruction post-Première Guerre mondiale, la France traverse une crise financière. Pour réduire les dépenses de l’État, Raymond Poincaré fait voter plusieurs décrets-lois réformant en profondeur l’administration française : 106 arrondissements sont ainsi supprimés, dont ceux de Gien et de Pithiviers dans le Loiret par décret du 10 septembre 1926. Gien est ainsi transférée de l'arrondissement de Gien à celui de Montargis,.                                                           |
| Circonscription législative | 3e circonscription | 2010-     | Électorale                   | Lors du découpage législatif de 1986, le nombre de circonscriptions législatives passe dans le Loiret de 4 à 5. Un nouveau redécoupage intervient en 2010 avec la loi du 23 février 2010. En attribuant un siège de député « par tranche » de 125 000 habitants, le nombre de circonscriptions par département varie désormais de 1 à 21,. Dans le Loiret, le nombre de circonscriptions passe de cinq à six. Gien, initialement rattachée à la quatrième circonscription, est, après 2010, rattachée à la troisième circonscription.                                                                           |

#### Collectivités de rattachement
La commune de Gien est rattachée au département du Loiret et à la région Centre-Val de Loire, à la fois circonscriptions administratives de l'État et collectivités territoriales.

### Politique et administration municipales

#### Administration municipale
Depuis les élections municipales de 2014, le conseil municipal  de Gien, commune de plus de 1 000 habitants, est élu au scrutin proportionnel de liste à deux tours (sans aucune modification possible de la liste), pour un mandat de six ans renouvelable. Il est composé de 33 membres. L'exécutif communal est constitué par le maire, élu par le conseil municipal, parmi ses membres, pour un mandat de six ans, c'est-à-dire pour la durée du mandat du conseil. Francis Cammal est maire depuis 2020.

### Jumelages
- Malmesbury (Angleterre) depuis 2000 ;
- Soa (Cameroun) depuis 2005 ;
- Redondo (Portugal) depuis 2007 ;
- Niebüll (Allemagne) depuis 2007.

## Équipements et services

### Environnement

#### Gestion des déchets
En  2016, la commune est membre du syndicat mixte de collecte et de traitement des ordures ménagères des cantons de Gien, Châtillon Coligny, Briare et Châtillon-sur-Loire (SMICTOM). Celui-ci assure la collecte et le traitement des ordures ménagères résiduelles en porte à porte, des emballages ménagers recyclables, des encombrants et du verre en points d’apport volontaire. Un réseau de sept déchèteries accueille les encombrants et autres déchets spécifiques (déchets verts, déchets dangereux, gravats, ferraille, cartons…). La déchèterie la plus proche est située sur la commune de Poilly-lez-Gien,. L'élimination et la valorisation énergétique des déchets ménagers et de ceux issus de la collecte sélective sont effectuées par le SYCTOM de Gien-Châteauneuf-sur-Loire qui comprend un centre de transfert de déchets ménagers et un centre de stockage de déchets ultimes (CSDU) de classe II à Saint-Aignan-des-Gués ainsi qu'une usine d’incinération des ordures ménagères à Gien-Arrabloy
Depuis le 1er janvier 2017, la « gestion des déchets ménagers » ne fait plus partie des compétences de la commune mais est une compétence obligatoire de la communauté des communes giennoises en application de la loi NOTRe du 7 août 2015.

#### Production et distribution d'eau
Le service public d’eau potable est une compétence obligatoire des communes depuis l’adoption de la loi du 30 décembre 2006 sur l’eau et les milieux aquatiques. Au 31 décembre 2016, la production et la distribution de l'eau potable sur le territoire communal sont assurées par la commune elle-même.
La loi NOTRe du 7 août 2015 prévoit que le transfert des compétences « eau et assainissement » vers les communautés de communes sera obligatoire à compter du 1er janvier 2020. Le transfert d’une compétence entraîne  de  facto la mise à disposition gratuite de plein droit des biens, équipements et services publics utilisés, à la date du transfert, pour l'exercice de ces compétences et la substitution de la communauté dans les droits et obligations des communes,.

#### Assainissement
La compétence assainissement, qui recouvre obligatoirement la collecte, le transport et l’épuration des eaux usées, l’élimination des boues produites, ainsi que le contrôle des raccordements aux réseaux publics de collecte, est assurée par la communauté des communes giennoises.
La commune est raccordée à une station d'épuration située sur le territoire de la commune de Poilly-lez-Gien, mise en service le 1er janvier 1979 et dont la capacité nominale de traitement est de  5 000 EH, soit 1 000 m3/jour. Cet équipement utilise un procédé d'épuration biologique dit « à boues activées »,.
L’assainissement non collectif (ANC) désigne les installations individuelles de traitement des eaux domestiques qui ne sont pas desservies par un réseau public de collecte des eaux usées et qui doivent en conséquence traiter elles-mêmes leurs eaux usées avant de les rejeter dans le milieu naturel. La Communauté des communes giennoises a créé un service public d'assainissement non collectif (SPANC) qui a pour missions la vérification de la conception et de l’exécution des ouvrages pour les installations neuves ou réhabilitées et la vérification périodique du bon fonctionnement et de l’entretien des installations existantes,.

### Enseignement
Gien est située dans l'académie d'Orléans-Tours (Zone B) et dans la circonscription de Gien. La commune possède de nombreux établissements scolaires.

#### Écoles maternelles publiques
- École maternelle Arrabloy
- École maternelle du Centre
- École maternelle de Cuiry

#### Écoles primaires publiques
- École primaire Berry
- École primaire Centre
- École primaire Cuiry
- École primaire Montoires
- École primaire René Cassin
- École primaire Gare

#### École primaire privée
- École primaire Sainte-Geneviève

#### Collèges publics
- Collège Ernest Bildstein
- Collège Jean Mermoz

#### Collège privé
- Collège Saint-François de Sales

#### Lycées
- Lycée Bernard Palissy
- Lycée privé Saint-François-de-Sales
- Lycée professionnel Marguerite Audoux

## Population et société

### Démographie

#### Évolution démographique
L'évolution du nombre d'habitants est connue à travers les recensements de la population effectués dans la commune depuis 1793. Pour les communes de plus de 10 000 habitants les recensements ont lieu chaque année à la suite d'une enquête par sondage auprès d'un échantillon d'adresses représentant 8 % de leurs logements, contrairement aux autres communes qui ont un recensement réel tous les cinq ans,.

En 2022, la commune comptait 13 431 habitants, en évolution de −4,8 % par rapport à 2016 (Loiret : +1,89 %, France hors Mayotte : +2,11 %).
| 1793  | 1800  | 1806  | 1821  | 1831  | 1836  | 1841  | 1846  | 1851  |
| ----- | ----- | ----- | ----- | ----- | ----- | ----- | ----- | ----- |
| 5 200 | 5 117 | 5 387 | 5 022 | 5 177 | 6 330 | 5 349 | 5 594 | 6 112 |

| 1856  | 1861  | 1866  | 1872  | 1876  | 1881  | 1886  | 1891  | 1896  |
| ----- | ----- | ----- | ----- | ----- | ----- | ----- | ----- | ----- |
| 6 064 | 6 528 | 6 717 | 7 068 | 7 555 | 8 267 | 8 181 | 8 519 | 8 271 |

| 1901  | 1906  | 1911  | 1921  | 1926  | 1931  | 1936  | 1946  | 1954  |
| ----- | ----- | ----- | ----- | ----- | ----- | ----- | ----- | ----- |
| 7 909 | 7 914 | 8 316 | 7 823 | 8 194 | 8 257 | 8 421 | 7 697 | 8 322 |

| 1962  | 1968   | 1975   | 1982   | 1990   | 1999   | 2006   | 2011   | 2016   |
| ----- | ------ | ------ | ------ | ------ | ------ | ------ | ------ | ------ |
| 9 821 | 12 164 | 14 621 | 16 064 | 16 477 | 15 332 | 15 495 | 14 685 | 14 108 |

| 2021   | 2022   | - | - | - | - | - | - | - |
| ------ | ------ | - | - | - | - | - | - | - |
| 13 387 | 13 431 | - | - | - | - | - | - | - |

#### Pyramide des âges
La population de la commune est plus âgée que celle du département. En 2020, le taux de personnes d'un âge inférieur à 30 ans s'élève à 34,6 %, soit un taux inférieur à la moyenne départementale (35,9 %). Le taux de personnes d'un âge supérieur à 60 ans (29,5 %) est supérieur au taux départemental (26,4 %).
En 2020, la commune comptait 6 473 hommes pour 6 832 femmes, soit un taux de 51,35 % de femmes, supérieur au taux départemental (51,30 %).
Les pyramides des âges de la commune et du département s'établissent comme suit :
| Hommes | Classe d’âge | Femmes |
| ------ | ------------ | ------ |
| 0,7    | 90 ou +      | 2,7    |
| 9,1    | 75-89 ans    | 12,3   |
| 15,8   | 60-74 ans    | 18,2   |
| 18,8   | 45-59 ans    | 19     |
| 17,2   | 30-44 ans    | 16,9   |
| 17,5   | 15-29 ans    | 14,9   |
| 20,9   | 0-14 ans     | 16     |

| Hommes | Classe d’âge | Femmes |
| ------ | ------------ | ------ |
| 0,8    | 90 ou +      | 1,9    |
| 7,2    | 75-89 ans    | 9,3    |
| 16,5   | 60-74 ans    | 17,4   |
| 19,7   | 45-59 ans    | 19,4   |
| 18,3   | 30-44 ans    | 18     |
| 18,1   | 15-29 ans    | 16,1   |
| 19,5   | 0-14 ans     | 17,8   |

### Sports et loisirs

#### Clubs

##### Handball
Le Handball club Gien Loiret évolue en nationale 1, troisième échelon français.

##### Rugby club Gien Briare
Fondé en 1969, le rugby club Gien-Briare évolue depuis 2015 en promotion d'honneur. Son emblème représente l'ensemble du pays Giennois, on peut y voir le château de Gien, la fleur de lys de Châtillon-sur-Loire et les couleurs rouge et noir originaires de Briare où le club a fait ses premiers pas. L'association fait état de plus de 200 licenciés, toutes catégories d'âge confondues mêlant équipes féminines et masculines.
Palmarès équipe fanion :
- 1990 : vice champion de France Honneur à XV
- 2011 : champion régional à XV 4e série
- 2013 : champion régional à XV 4e série
- 2014 : vice champion régional à XV 3e série
- 2015 : vice champion régional à XV 2e série
- 2016 : vice champion régional à 7 "Territorial"
- 2017 : vice champion régional à XV 1re série

##### Twirling bâton
Le Twirling bâton club de Gien évolue en Nationale 1 Elite, National 1, National 2, et National 3. Le club a remporté les titre de champion de France et d'Europe en Groupe Sénior (2015) en Nationale 1, et de champion de France en équipe cadette (2016) en National 2.

#### Événements
La 22e étape du Tour de France 1962 reliant Pougues-les-Eaux à Paris a emprunté le territoire de la commune le 15 juillet 1962.
La 3e étape de Paris-Nice 2021 s'est déroulée à Gien le 9 mars sous la forme d'un contre-la-montre individuel de 14,4 km.
La course cycliste Paris-Gien s'est déroulée en 1905 puis de 1932 à 1954.

### Médias
- Le journal local, Le Journal de Gien, paraît de façon hebdomadaire.
- Le quotidien du Loiret, La République du Centre dispose d'une agence locale.
- Radio Gien/Nostalgie Centre, ancienne radio locale (1981-2000).

## Économie
- Cultures maraîchères (asperges, vergers…) ;
- Industries pharmaceutiques : laboratoires Pierre Fabre ;
- Usines : Otis Elevator Company et Shiseido ;
- Industrie traditionnelle : Faïencerie de Gien, S.C.A. (commune associée d'Arrabloy), 120 p[128].
- Antenne de la Chambre de commerce et d'industrie du Loiret ;
- 12e base de soutien du matériel de l'armée de terre française), détachement de Gien.

## Culture locale et patrimoine

### Lieux et monuments
Le jardin des Boulards, en haut de la ville, abrite des vestiges des remparts qui entouraient la ville au Moyen Âge, ainsi que des arcades de l'ancien hôtel-dieu (XIIe et XIIIe siècles).
Le fronton de l'hôtel de la Caisse d'épargne (9 rue Rue Thiers) est l'œuvre du sculpteur Émile Guillaume. Il a été réalisé en 1909.

#### Centre-ville
Détruit en juin 1940, le centre de cette ville, qui était riche en édifices anciens, a fait l’objet d’une reconstruction dans le style pittoresque et régional, destiné à évoquer le caractère de la vieille ville. Placé sous la direction d’André Laborie dès 1940, le projet se situe dans la ligne du retour à l’esprit français et à la tradition, prônée par le gouvernement de Vichy. Ce type exemplaire de reconstruction fera l'objet de publications dans des revues spécialisées : L'Architecture française en 1940 et L'Illustration en 1941. La reconstruction mêle les matériaux les plus divers, avec création d’une nouvelle voie d’accès au pont, ainsi que d’une place rectangulaire remplaçant les petites rues bordant l’église Saint-Louis.

#### Château de Gien
Construit de 1494 à 1500 pour Anne de France (aussi appelée Anne de Beaujeu), fille de Louis XI, il s'agit, avec le château d'Amboise des deux châteaux du Val de Loire à avoir été bâtis avant l'arrivée des influences italianisantes et constituant ainsi un exemple de Pré-Renaissance purement Français. L'ornementation est faite à base d'appareillage de briques polychromes, créant des motifs. Le bâtiment hébergea Henri II avec Catherine de Médicis, puis Louis XIV et Anne d'Autriche durant la Fronde. Il contient le musée de la chasse, histoire et nature en Val de Loire créé en 1952.

#### Église Sainte-Jeanne-d'Arc
L’ancienne église du château fut d'abord placée sous le vocable de Saint-Étienne puis sous celui de Saint-Pierre après la suppression de la paroisse de Gien-le-Vieux. Des origines, il ne reste que la tour-clocher.
L’église a été reconstruite à plusieurs reprises, dont en 1832 par François Pagot. Pendant la Seconde Guerre mondiale, la nef et le chœur furent détruits en 1940. Afin de le sauvegarder, le clocher du XVe siècle est inscrit à l'inventaire des monuments historiques le 25 septembre 1940.
La reconstruction est dirigée entre 1950 et 1954 Paul Gélis, architecte en chef des Monuments historiques. La nef fut reconstruite en brique rose avec des dessins de briques noires. Des piliers ronds, élancés, bagués de chapiteaux en terre cuite, séparent la nef des bas-côtés. L’éclairage blond diffusé par les verrières s’harmonisent avec la couleur de la brique dont la disposition a permis de tirer de sobres mais élégants effets décoratifs. Souvent citée comme une des principales productions de l’architecture religieuse française de l’après-guerre, la partie reconstruite de l'église est inscrite à l'inventaire des monuments historiques depuis le 7 septembre 2001.
L'église porte depuis 1954 le vocable de Sainte-Jeanne-d'Arc.

Lieux et monuments de Gien.
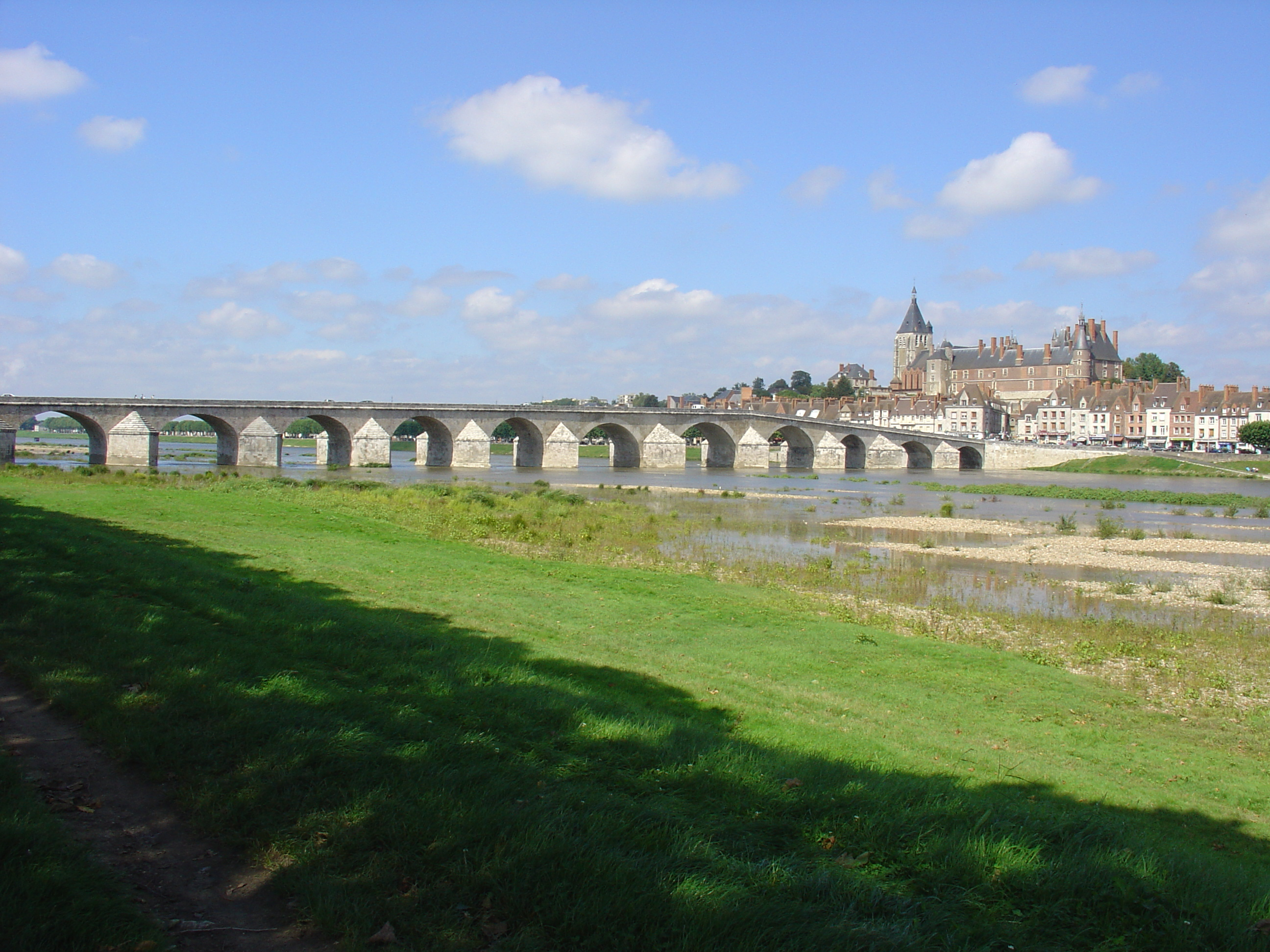
Vue sur Gien depuis la rive gauche de la Loire.
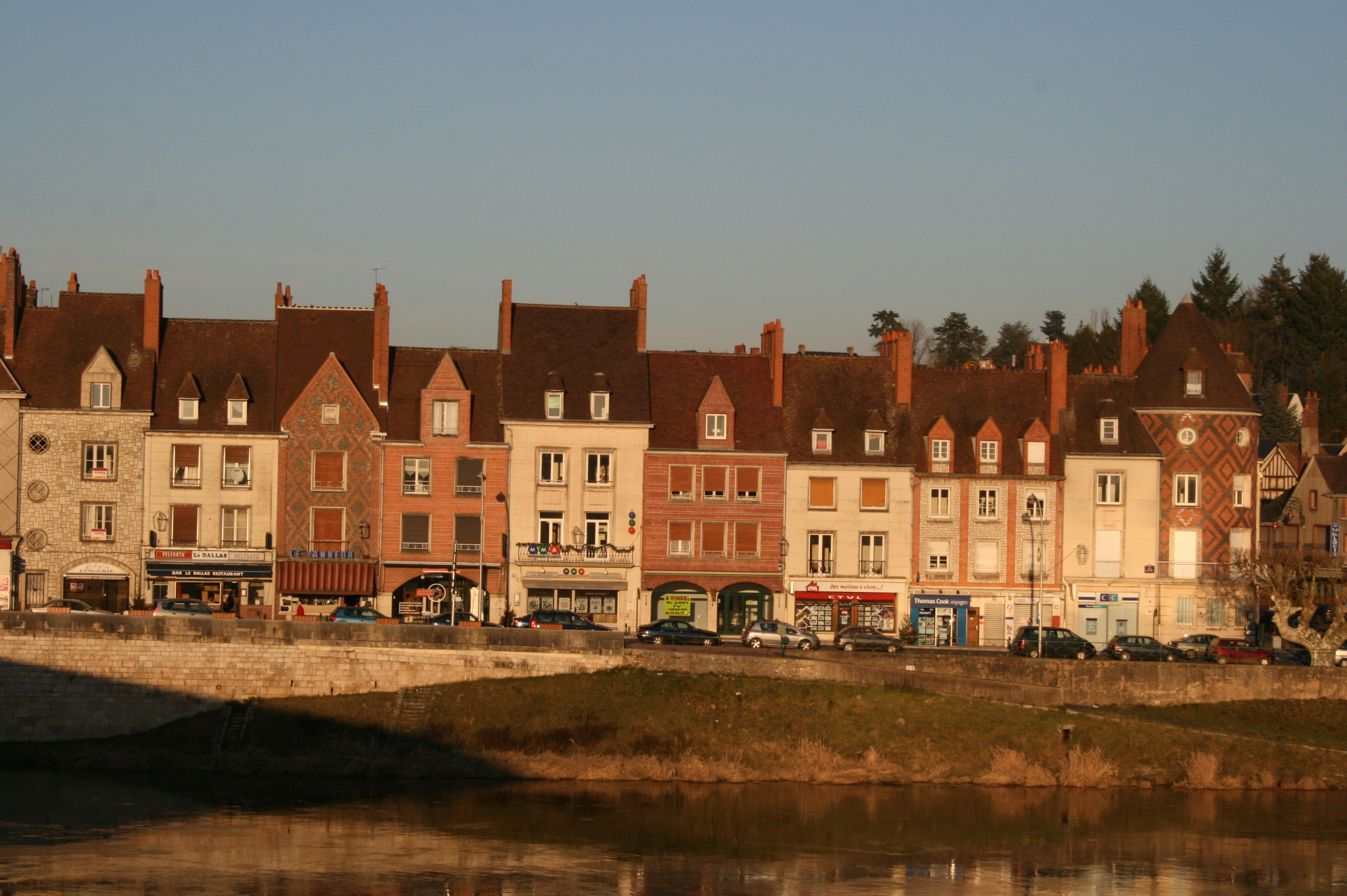
Vue du centre de Gien depuis le pont sur la Loire.
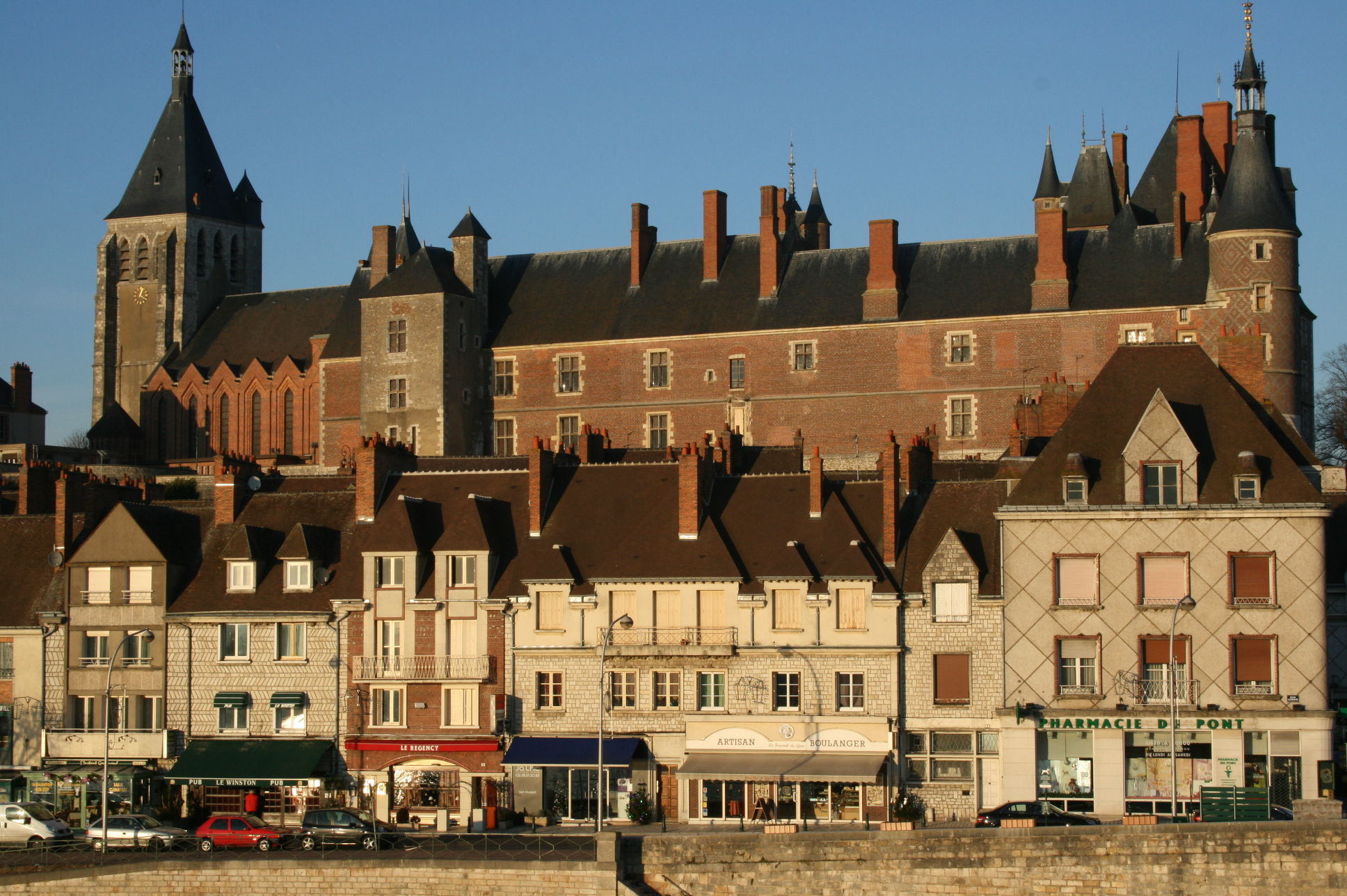
Le château de Gien.

#### La Loire et ses abords
- Les ponts

Trois ponts enjambent la Loire à Gien. Le vieux pont médiéval, reconstruit en 1734 et réparé en 1945, est un pont en maçonnerie qui supporte la route départementale 941 (ex-RN 140 de Montargis à Figeac) ; le nouveau pont, construit en 1980, est en béton pré-contraint et supporte la route départementale 940 (déviation de Gien) ; le viaduc ferroviaire qui fut l'un des trois ouvrages les plus longs au monde au moment de sa construction.

Ponts de Gien.
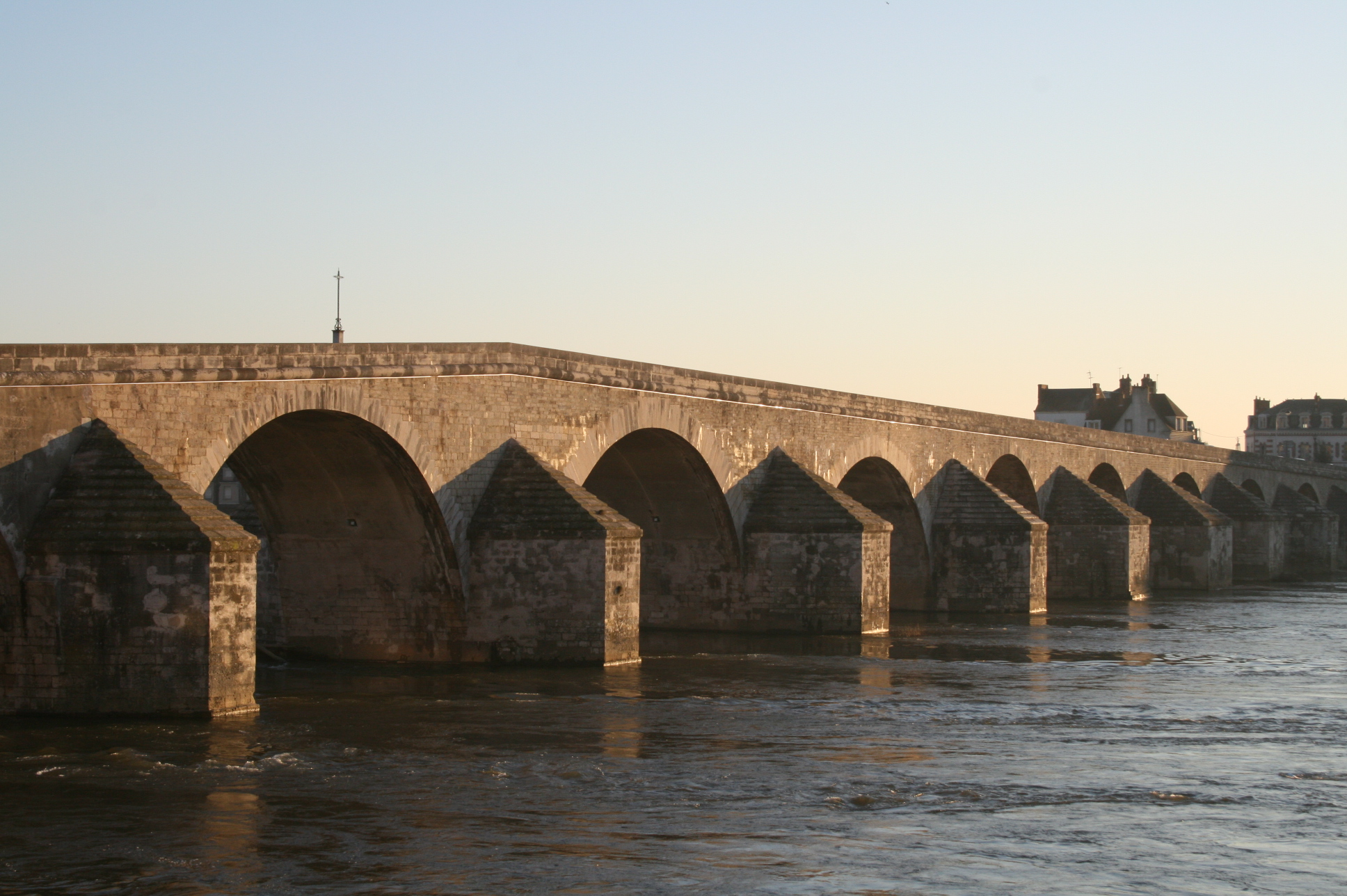
Vieux pont.
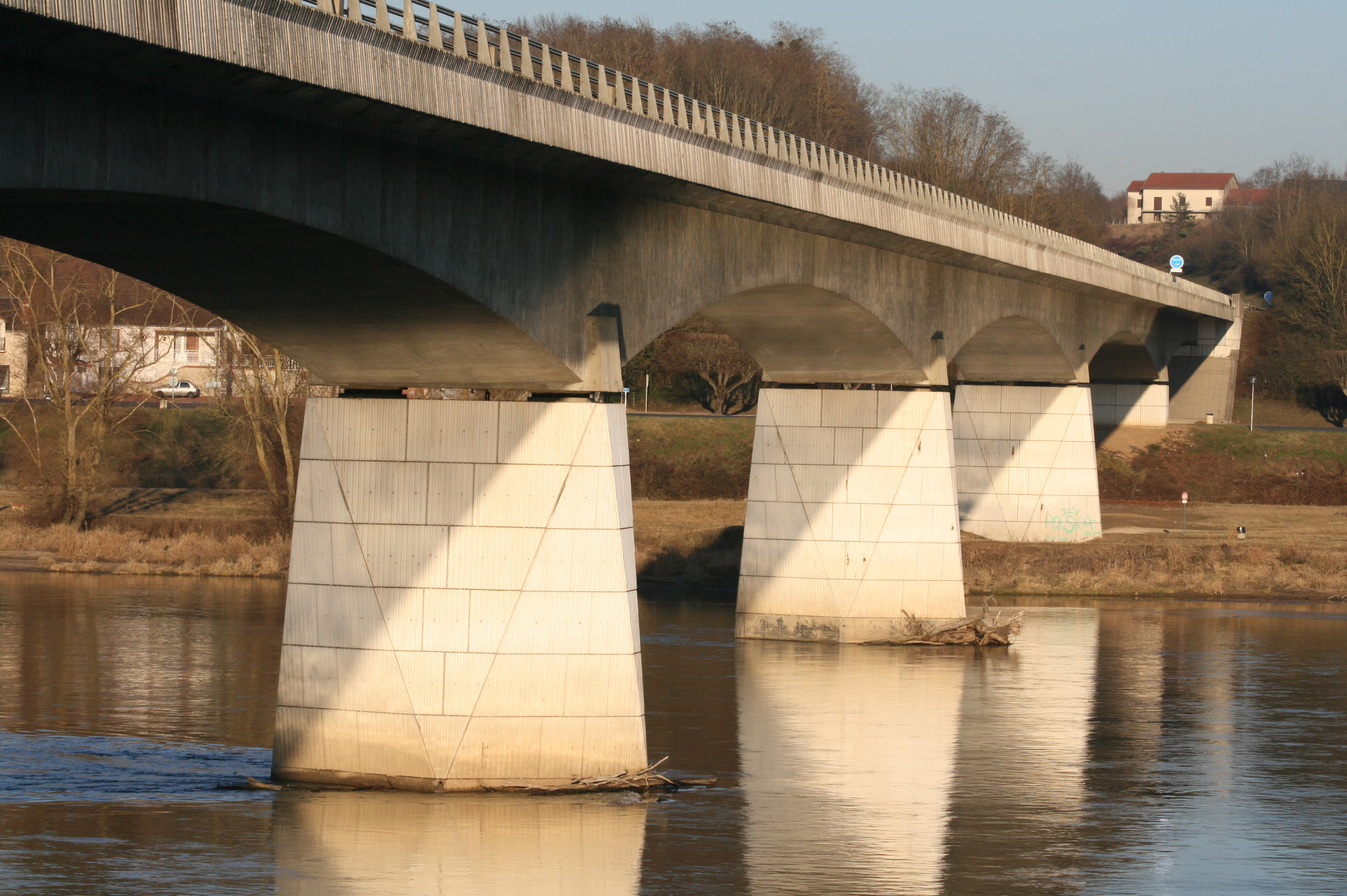
Nouveau pont.
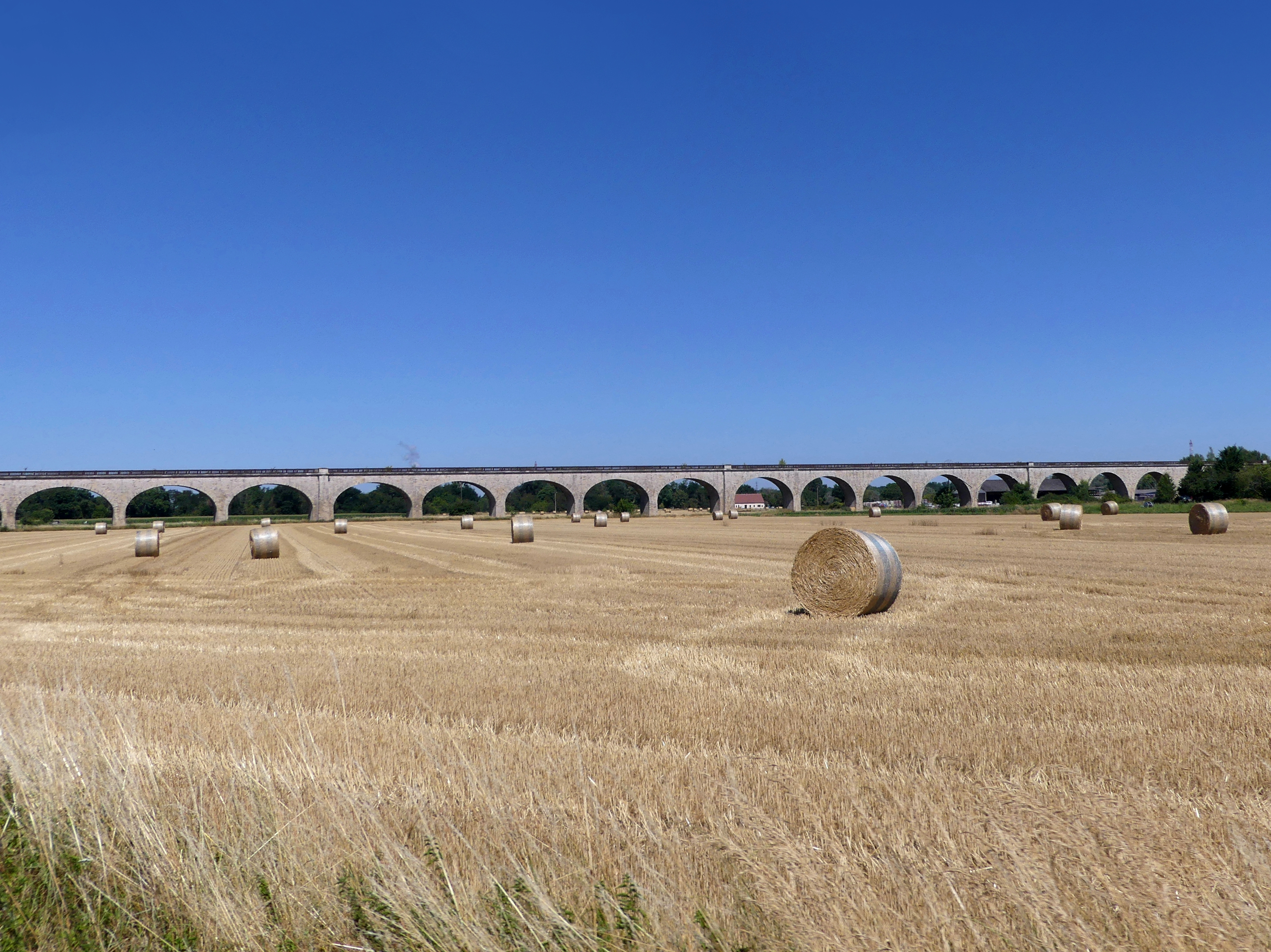
Viaduc ferroviaire.

### Personnalités liées à la commune

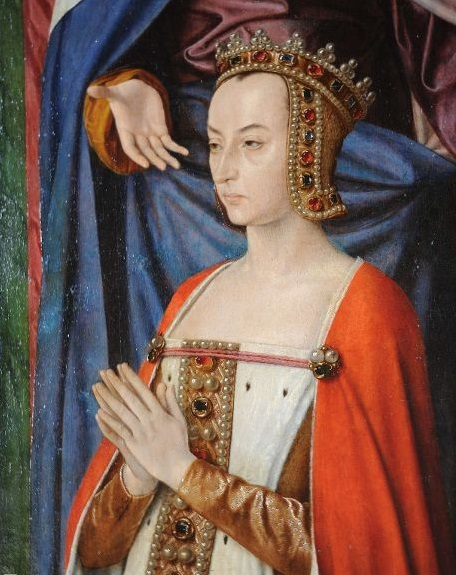
Anne de Beaujeu.

- Raoul Tortaire (1063- v.1122), poète de langue latine et moine de l'abbaye de Saint-Benoît-sur-Loire, né à Gien ;
- Anne de Beaujeu (1461-1522), fille de Louis XI, fut comtesse de Gien ;
- Lambert Daneau (1530-1595), juriste et théologien calviniste, fut pasteur à Gien de 1562 à 1572 ;
- Salomon Certon (1552- v.1620), poète français né à Gien ;
- Marie Thérèse Sophie Richard de Ruffey, marquise de Monnier, après une liaison tumultueuse avec Mirabeau (Lettres à Sophie), se retira à Gien, au couvent des Saintes-Claires, où elle se donna la mort en 1789 ;
- Edme Lin Clet de Rancourt de Villiers (1729-1823), homme politique, député de la noblesse aux États généraux de 1789 pour le bailliage de Gien.
- René Louis Delagueulle de Coinces (1736-1809), homme politique, député du Loiret à La Convention.
- Pierre Janson (1741-1803), homme politique, député du tiers état aux États généraux de 1789.
- Louis Paultre des Épinettes (1747-1797), homme politique, député du Tiers état aux États généraux de 1789.
- Pierre Germain Dartonne (1751-1829), homme politique et magistrat, député du Loiret pour l'arrondissement de Gien pendant les Cent-Jours.
- l'abbé Claude-Benjamin Vallet (1754-1828), né et mort à Gien, député pendant la Révolution ;
- Claude-Alexandre Ysabeau (1754-1831), député Jacobin né à Gien ;
- Pierre Guérin des Marchais (1759-1818), homme politique, député du Loiret de 1792 à 1806.
- Pierre César Gudin des Bardelières (1775-1855), né à Gien, général des armées de la République et de l'Empire dont le nom est gravé sous l'Arc de Triomphe de l'Étoile (29e colonne) ;
- Étienne Marcel (1792-1880), général français né à Gien ;
- Michel Ghislain Stapleaux (1799-1881), peintre néoclassique belge décédé à Gien ;
- Pierre Eugène Lesguillon (1811-1880), homme politique né à Gien ;
- Guillaume-Amédée Devade (1818-1888), médecin et homme politique français, est décédé à Gien[130]
- François-Edme Rameau de Saint-Père (1820-1899), historien et sociologue français né à Gien ;
- François Augère (1824-1910), maire de Gien, conseiller général et député du Loiret ;
- Adolphe Nibelle (1825-1895), musicien français né à Gien ;
- Philippe Baucheron de Boissoudy (1830-1903), officier général de la Marine française né à Gien ;
- François Beaupin (1842-1916), homme politique, sénateur de la Nièvre de 1900 à 1916.
- Paulin Enfert (1853-1922), philanthrope et militant catholique décédé à Gien ;
- Henri Jamet (1858-1940), peintre sociétaire des Artistes Français, médaille de bronze à l'Exposition universelle de 1900, né à Gien ;
- Raphaël Delaunay (1870-1917), pharmacien et homme politique, fut député-maire de Gien ;
- Amédée Guiard (1872-1915), écrivain français né à Gien ;
- Jean Huré (1877-1930), organiste, musicologue, théoricien et compositeur français né à Gien ;
- Pie Eugène Joseph Neveu (1877-1946), religieux assomptionniste, évêque, administrateur apostolique de Moscou né à Gien ;
- Pierre Dézarnaulds (1879-1975), homme politique français, fut député de la circonscription de Gien et est décédé à Gien ;
- Émile Guiblain-Coquery (1883-1963), peintre né à Gien dans le quartier du Berry, élève d’Henri Harpignies
- Hubert Samyn (1887-1972), coureur cycliste mort à Gien ;
- Ferdinand Gilson (1898-2006), un des tout derniers poilus, est mort à Gien après avoir passé la fin de sa vie dans la commune des Choux ;
- Camille Barbaud (1900-1996), athlète olympique français, né à Gien ;
- Henri de Linarès (1904-1987), peintre animalier, cofondateur avec Pierre-Louis Duchartre du Musée International de la Chasse ;
- Lucien Bernot (1919-1993), ethnologue français né à Gien ;
- Guy Breton (1919-2008), journaliste, écrivain, historien, homme de radio et producteur de télévision français né à Gien ;
- Alain Vigner (1920-2013), écrivain et agriculteur né à Gien ;
- Louis Boyer (1921-2017), maire de Gien, conseiller général et sénateur ;
- Rémy Julienne (1930-2021), a été scolarisé à Gien pendant la Deuxième Guerre mondiale[131] ;
- Bernadette Chirac (née Chodron de Courcel) née à Paris en 1933. Son père hérite des manufactures de Gien et Briare (Faïencerie de Gien et émaux de Briare). Elle fait ses études à Gien au lycée catholique pour filles Sainte-Marie-des-Fleurs-et-des-Fruits (aujourd'hui réunie avec le lycée pour garçons Saint-Joseph sous le nom de lycée Saint-François-de-Sales) ;
- Maud Rayer, comédienne française, fille du docteur Jean Chibout, médecin à Gien ;
- Michèle Desbordes (1940-2006), bibliothécaire et écrivaine, a passé sa petite enfance à Gien ;
- Michèle Dassas, écrivaine française née en 1951 à Gien ;
- Nicolas Souchu (né en 1958), évêque auxiliaire de Rennes, puis évêque d'Aire et Dax, a été vicaire à Gien de 1986 à 1992 ;
- François Zabaleta (né en 1960), écrivain, plasticien, photographe et cinéaste, vit à Gien ;
- Jean-Paul Cottret (né en 1963), copilote de rallye français né à Gien ;
- Miguel Pineda, footballeur franco-espagnol né en 1964 à Gien ;
- Laurent Ciechelski, footballeur français né en 1971 à Gien ;
- Nicolas Le Golvan, écrivain français né en 1971 à Gien, où il vit et enseigne ;
- Renaud Dion, coureur cycliste français né en 1978 à Gien ;
- Peguy Luyindula, footballeur français né en 1979, arrivé à Gien en 1981, y passe son enfance et y fait ses débuts dans le football.
- Olivier Sorin, footballeur français né en 1981 à Gien ;
- Geoffroy Krantz, joueur de handball français né en 1981 à Gien ;
- Pierre Rolland, coureur cycliste français né en 1986 à Gien ;
- Anouchka et Alain-Fabien Delon, acteurs, enfants d'Alain Delon, nés à Gien en 1990 et 1994.

### Héraldique
| Blason de Gien | Les armes de Gien se blasonnent ainsi : D'azur au château d'argent à trois tours crènelées, maçonné de sable ouvert et ajouré du champ. On peut également trouver : - D'azur à une porte de ville flanquée de deux tours et sommée d'une troisième, le tout d'argent, maçonné de sable, ouvert du champ. - D'azur, au chef de gueules, à un château d'argent, couvert en croupe, accompagné de deux tours couvertes du même. |

Les familles blasonnées de Gien, d'après l'armorial général de 1696, sont les suivantes :
- Anjou (d') : seigneurs
- Avril : bourgeois
- Bailly : bourgeois
- Chartier de Bergeville : seigneurs
- Chaseray (de) : bourgeois
- Foucault : bourgeois
- Janson : seigneurs
- Pommereau : bourgeois
- Vannier : bourgeois

### Culture
- Le festival Chansons de ma ville, créée en 1997, s'est déroulé chaque fin juillet jusqu'en 2010 ;
- Le spectacle Jour de Loire se déroule chaque année dans de nombreuses villes et villages du Loiret ; situés en bord de Loire et notamment à Gien ;
- Le festival du livre jeunesse qui a lieu tous les ans en juin au Centre culturel ;
- Le musée de la faïencerie implanté dans l'enceinte de l'usine ;
- Le musée international de la chasse situé dans le château ;
- L'Espace Culturel - SMAC, Service Municipal d'Action Culturel, de nombreuses expositions et animations durant toute l'année, et sa fête : les turbulences de l'Espace Culturel.

### Cadre de vie
Gien possède le label Ville fleurie, trois fleurs lui ont été attribuées par le conseil national des villes et villages fleuris de France au Concours des villes et villages fleuris.
La commune est située dans la zone de protection spéciale vallée de la Loire du Loiret du réseau Natura 2000.

### Astronomie
- (1599) Giomus, astéroïde nommé d'après le nom antique de la ville.